# Список самолётов (А-Я)
Список самолётов по производителям
A-B C-D E-H I-M N-S T-Z А-Я

## А

### Авантаж
| Наименование | Фото | Тип                       | Первый полёт | Количество экземпляров | Годы производства | Прим. |
| ------------ | ---- | ------------------------- | ------------ | ---------------------- | ----------------- | ----- |
| А-27         |      | самолёт общего назначения | 1999         | н/д                    |                   |       |
| А-29         |      | самолёт общего назначения | 2002         | н/д                    |                   |       |

### Авиакор
| Наименование | Фото | Тип                       | Первый полёт | Количество экземпляров | Годы производства | Прим. |
| ------------ | ---- | ------------------------- | ------------ | ---------------------- | ----------------- | ----- |
| М-12 Касатик |      | самолёт общего назначения | 1999         | н/д                    |                   |       |

### Авиа ЛТД
| Наименование | Фото | Тип                       | Первый полёт | Количество экземпляров | Годы производства | Прим. |
| ------------ | ---- | ------------------------- | ------------ | ---------------------- | ----------------- | ----- |
| Аккорд-201   |      | самолёт общего назначения | 17 июля 1997 | н/д                    |                   |       |

### Авиатех
| Наименование | Фото | Тип                            | Первый полёт | Количество экземпляров | Годы производства | Прим. |
| ------------ | ---- | ------------------------------ | ------------ | ---------------------- | ----------------- | ----- |
| Л-42         |      | гидросамолёт общего назначения | 2005         | н/д                    |                   |       |

### Авіаційні системи України
| Наименование    | Фото | Тип                   | Первый полёт | Количество экземпляров | Годы производства | Прим. |
| --------------- | ---- | --------------------- | ------------ | ---------------------- | ----------------- | ----- |
| АСУ-1 Валькирия |      | разведывательный БПЛА | 2015         | н/д                    |                   |       |

### Авиационный ремонтный завод 558
| Наименование | Фото | Тип                   | Первый полёт | Количество экземпляров | Годы производства | Прим. |
| ------------ | ---- | --------------------- | ------------ | ---------------------- | ----------------- | ----- |
| Кондор       |      | разведывательный БПЛА | 2017         | н/д                    | н/д               |       |
| Гриф-1       |      | разведывательный БПЛА | 2012         | н/д                    | н/д               |       |

### АГАТ – системы управления
| Наименование | Фото | Тип                   | Первый полёт | Количество экземпляров | Годы производства | Прим. |
| ------------ | ---- | --------------------- | ------------ | ---------------------- | ----------------- | ----- |
| Беркут       |      | разведывательный БПЛА | 2013         | н/д                    |                   |       |

### Авионамс
| Наименование | Фото | Тип         | Первый полёт | Количество экземпляров | Годы производства | Прим. |
| ------------ | ---- | ----------- | ------------ | ---------------------- | ----------------- | ----- |
| РУМ-2МБ      |      | БПЛА-мишень | н/д          | н/д                    |                   |       |

### Алексеев
| Наименование | Фото | Тип                        | Первый полёт    | Количество экземпляров | Годы производства | Прим. |
| ------------ | ---- | -------------------------- | --------------- | ---------------------- | ----------------- | ----- |
| 150          |      | бомбардировщик             | 5 сентября 1952 | 1                      |                   |       |
| И-211        |      | истребитель-бомбардировщик | осень 1947      | 1                      | 1946 — 1947       |       |
| И-215        |      | истребитель                | 18 апреля 1948  | 2                      | 1947 — 1948       |       |

### Антонов
| Наименование         | Фото | Тип                            | Первый полёт     | Количество экземпляров | Годы производства | Прим.                                              |
| -------------------- | ---- | ------------------------------ | ---------------- | ---------------------- | ----------------- | -------------------------------------------------- |
| АЕ                   |      | самолёт общего назначения      | не было          | 0                      |                   | проект закрыт в 1954                               |
| Ан-2                 |      | самолёт общего назначения      | 31 августа 1947  | ≈18000                 | 1947 — 2002       |                                                    |
| Ан-2М                |      | самолёт общего назначения      | 20 мая 1964      | 506                    | 1966 — 1971       |                                                    |
| Ан-2СХ               |      | сельскохозяйственный самолёт   | 1953             | н/д                    |                   |                                                    |
| Ан-3                 |      | самолёт общего назначения      | 13 мая 1980      | н/д                    | 2000 — 2009       |                                                    |
| Ан-4                 |      | гидросамолёт общего назначения | 31 июля 1951     | н/д                    | 1951 — 1983       |                                                    |
| Ан-6                 |      | разведчик погоды               | 21 марта 1948    | н/д                    | 1956 — 1958       |                                                    |
| Ан-8                 |      | военно-транспортный самолёт    | 11 февраля 1956  | 152                    | 1958 — 1961       |                                                    |
| Ан-10                |      | пассажирский самолёт           | 7 марта 1957     | 112                    | 1957 — 1960       |                                                    |
| Ан-12                |      | военно-транспортный самолёт    | 16 декабря 1957  | 1248                   | 1957 — 1973       |                                                    |
| Ан-14 Пчёлка         |      | самолёт общего назначения      | 14 марта 1958    | 333                    | 1965 — 1972       |                                                    |
| Ан-20                |      | военно-транспортный самолёт    | не было          | 0                      |                   | проект закрыт в августе 1960                       |
| Ан-22 Анте́й          |      | военно-транспортный самолёт    | 27 февраля 1965  | 67                     | 1966 — 1976       |                                                    |
| Ан-24                |      | пассажирский самолёт           | 20 октября 1959  | 1367                   | 1962 — 1979       |                                                    |
| Ан-25                |      | противоаэростатный самолёт     | не было          | 0                      |                   | проект закрыт в 1958                               |
| Ан-26                |      | военно-транспортный самолёт    | 21 мая 1969      | 1398                   | 1969 — 1986       |                                                    |
| Ан-26 Рятївник       |      | санитарный самолёт             | 22 мая 2015      | 2                      |                   |                                                    |
| Ан-26 Vita           |      | санитарный самолёт             | 2002             | 1                      |                   |                                                    |
| Ан-26-100 Ан-26Б-100 |      | пассажирский самолёт           | 2000             | н/д                    | 1999 — н.в.       |                                                    |
| Ан-28                |      | пассажирский самолёт           | 29 января 1973   | 191                    | 1983 — 1997       |                                                    |
| Ан-30                |      | самолёт для аэрофотосъёмки     | 21 августа 1967  | 125                    | 1971 — 1980       |                                                    |
| Ан-32                |      | военно-транспортный самолёт    | 9 июля 1976      | 367                    | 1982 — н.в.       |                                                    |
| Ан-32RE              |      | военно-транспортный самолёт    | 2010             | 55                     | 2010 — н.в.       |                                                    |
| Ан-34                |      | военно-транспортный самолёт    | 4 сентября 1961  | 226                    | 1965 — 1971       |                                                    |
| Ан-38                |      | пассажирский самолёт           | 23 июня 1994     | 11                     | 1994 — 2001       |                                                    |
| Ан-40                |      | военно-транспортный самолёт    | не было          | 0                      |                   | проект закрыт в 1965                               |
| Ан-50                |      | пассажирский самолёт           | не было          | 0                      |                   | проект закрыт в 1972                               |
| Ан-60                |      | военно-транспортный самолёт    | не было          | 0                      |                   | проект закрыт в 1973                               |
| Ан-70                |      | военно-транспортный самолёт    | 16 декабря 1994  | 2                      |                   |                                                    |
| Ан-71                |      | самолёт ДРЛО                   | 12 июля 1985     | 3                      |                   |                                                    |
| Ан-72                |      | транспортный самолёт           | 31 августа 1977  | 195                    | 1982 — 1993       |                                                    |
| Ан-74                |      | транспортный самолёт           | ноябрь 1983      | 81                     | 1986 — н.в.       |                                                    |
| Ан-74ТК-300          |      | транспортный самолёт           | 20 апреля 2001   | 3                      | 2001 — н.в.       |                                                    |
| Ан-77                |      | военно-транспортный самолёт    | 2018             | 1                      |                   |                                                    |
| Ан-112               |      | самолёт-топливозаправщик       | не было          | 0                      |                   | проект закрыт в 2010                               |
| Ан-122               |      | транспортный самолёт           | 2018             | 1                      |                   | проект закрыт в 1967                               |
| Ан-124 Руслан        |      | военно-транспортный самолёт    | 24 декабря 1982  | 55                     | 1984 — 2004       |                                                    |
| Ан-128               |      | пассажирский самолёт           | не было          | 0                      |                   | проект закрыт в 2003                               |
| Ан-132               |      | транспортный самолёт           | 31 марта 2017    | 1                      |                   |                                                    |
| Ан-140               |      | пассажирский самолёт           | 17 сентября 1997 | 35                     | 1997 — 2016       |                                                    |
| Ан-140Т              |      | военно-транспортный самолёт    | н/д              | 1                      |                   |                                                    |
| Ан-148               |      | пассажирский самолёт           | 17 декабря 2004  | 48                     | 2009 — н.в.       |                                                    |
| Ан-158               |      | пассажирский самолёт           | 28 апреля 2010   | 7                      | 2010 — н.в.       |                                                    |
| Ан-170               |      | базовый патрульный самолёт     | не было          | 0                      |                   | проект закрыт в 1992                               |
| Ан-178               |      | транспортный самолёт           | 7 мая 2015       | 1                      |                   |                                                    |
| Ан-180               |      | пассажирский самолёт           | не было          | 0                      |                   | проект закрыт                                      |
| Ан-188               |      | транспортный самолёт           | не было          | 0                      |                   |                                                    |
| Ан-218               |      | пассажирский самолёт           | не было          | 0                      |                   | построен только малый макет                        |
| Ан-225 Мрия          |      | транспортный самолёт           | 21 декабря 1988  | 1                      |                   |                                                    |
| Ан-248               |      | пассажирский самолёт           | не было          | 0                      |                   | построен только макет                              |
| Ан-318               |      | пассажирский самолёт           | не было          | 0                      |                   | построен только макет                              |
| Ан-325               |      | самолёт для запуска КА         | не было          | 0                      |                   |                                                    |
| Ан-418               |      | пассажирский самолёт           | не было          | 0                      |                   | построен только макет                              |
| Ан-714               |      | экспериментальный самолёт      | 20 октября 1970  | 1                      |                   | самолёт на базе Ан-14 с шасси на воздушной подушке |
| Ан-Бе-20             |      | пассажирский самолёт           | не было          | 0                      |                   | построен только макет                              |
| Горлица              |      | разведывательно-ударный БПЛА   | 8 ноября 2017    | н/д                    |                   |                                                    |
| ДТ-5/8               |      | военно-транспортный самолёт    | не было          | 0                      |                   | проект закрыт                                      |
| Изделие 181          |      | экспериментальный самолёт      | не было          | 1                      |                   |                                                    |
| ЛЕМ-2 (ОКА-33)       |      | экспериментальный самолёт      | 1937             | 1                      |                   |                                                    |
| М                    |      | истребитель                    | не было          | 0                      |                   | проект закрыт в 1953                               |
| Н                    |      | пассажирский самолёт           | не было          | 0                      |                   | проект закрыт в 1955                               |
| ОКА-38               |      | самолёт общего назначения      | сентябрь 1940    | 2                      |                   | аналог самолёта Fi 156                             |
| Пчела                |      | пассажирский самолёт           | не было          | 0                      |                   | проект закрыт                                      |
| Р                    |      | транспортный самолёт           | не было          | 0                      |                   | проект закрыт                                      |
| СКВ                  |      | самолёт связи                  | не было          | 0                      |                   | проект закрыт в 1951                               |
| Э-153                |      | истребитель                    | 1948             | 1                      |                   | проект закрыт в 1948                               |
| Ю                    |      | транспортный самолёт           | не было          | 0                      |                   | проект закрыт в 1955                               |

### Армстехно
| Наименование | Фото | Тип                   | Первый полёт | Количество экземпляров | Годы производства | Прим. |
| ------------ | ---- | --------------------- | ------------ | ---------------------- | ----------------- | ----- |
| НИТИ         |      | разведывательный БПЛА | 2006         | 1                      |                   |       |

### Архангельский
| Наименование | Фото | Тип                       | Первый полёт   | Количество экземпляров | Годы производства | Прим. |
| ------------ | ---- | ------------------------- | -------------- | ---------------------- | ----------------- | ----- |
| СБ           |      | бомбардировщик            | 7 октября 1934 | 6616                   | 1936 — 1941       |       |
| Ар-2         |      | пикирующий бомбардировщик | 1937           | ~200                   | 1940 — лето 1941  |       |

### Атлон Авиа
| Наименование     | Фото | Тип                     | Первый полёт | Количество экземпляров | Годы производства | Прим. |
| ---------------- | ---- | ----------------------- | ------------ | ---------------------- | ----------------- | ----- |
| ST-35 Тихий гром |      | барражирующий боеприпас | 2019         | н/д                    |                   |       |

### АэроВолга
| Наименование | Фото | Тип                            | Первый полёт   | Количество экземпляров | Годы производства | Прим. |
| ------------ | ---- | ------------------------------ | -------------- | ---------------------- | ----------------- | ----- |
| Ла-8         |      | гидросамолёт общего назначения | 20 ноября 2004 | ~10                    | 2004 — н.в.       |       |

### Аэрокон
| Наименование | Фото | Тип                              | Первый полёт | Количество экземпляров | Годы производства | Прим. |
| ------------ | ---- | -------------------------------- | ------------ | ---------------------- | ----------------- | ----- |
| Инспектор    |      | БПЛА дистанционного зондирования | н/д          | н/д                    |                   |       |

### Аэроконцепт
| Наименование  | Фото | Тип                       | Первый полёт  | Количество экземпляров | Годы производства | Прим. |
| ------------- | ---- | ------------------------- | ------------- | ---------------------- | ----------------- | ----- |
| PJ-II Dreamer |      | самолёт общего назначения | 17 марта 2015 | 1                      |                   |       |

### Аэропракт
| Наименование        | Фото | Тип                       | Первый полёт    | Количество экземпляров | Годы производства | Прим. |
| ------------------- | ---- | ------------------------- | --------------- | ---------------------- | ----------------- | ----- |
| A-22 Летучая лисица |      | самолёт общего назначения | 21 октября 1996 | ~1000                  | 1996 — н.в.       |       |
| А-27                |      | самолёт общего назначения | 1999            | н/д                    |                   |       |

### Аэропракт-Самара
| Наименование | Фото | Тип                | Первый полёт   | Количество экземпляров | Годы производства | Прим. |
| ------------ | ---- | ------------------ | -------------- | ---------------------- | ----------------- | ----- |
| A-41         |      | спортивный самолёт | 9 октября 2016 | 1                      |                   |       |

### АэроРоботикс
| Наименование | Фото | Тип                    | Первый полёт | Количество экземпляров | Годы производства | Прим. |
| ------------ | ---- | ---------------------- | ------------ | ---------------------- | ----------------- | ----- |
| А-175 Акула  |      | БПЛА общего назначения | 2009         | 1                      |                   |       |

### АэроСамара
| Наименование | Фото | Тип                       | Первый полёт | Количество экземпляров | Годы производства | Прим. |
| ------------ | ---- | ------------------------- | ------------ | ---------------------- | ----------------- | ----- |
| F-32 Ястреб  |      | самолёт общего назначения | 2003         | н/д                    |                   |       |

## Б

### Бакшаев
- Ленинградский комсомолец
- РК (РК-М-11, «Раздвижное крыло», ЛИГ-7)
- РК-И (РК-800)

### Бартини
| Наименование | Фото | Тип                                  | Первый полёт    | Количество экземпляров | Годы производства | Прим.                |
| ------------ | ---- | ------------------------------------ | --------------- | ---------------------- | ----------------- | -------------------- |
| ВВА-14       |      | экспериментальный гидросамолёт ВВП   | 4 сентября 1972 | 2                      |                   |                      |
| ДАР          |      | ледовый гидросамолёт-разведчик       | конец 1935      | 1                      | 1934 — 1935       |                      |
| МВА-62       |      | экспериментальный гидросамолёт ВВП   | не было         | 0                      |                   | проект закрыт        |
| Сталь-6      |      | экспериментальный скоростной самолёт | 1933            | 1                      |                   |                      |
| Сталь-7      |      | транспортный самолёт                 | весна 1937      | 1                      |                   |                      |
| Сталь-8      |      | истребитель                          | не было         | 0                      |                   | проект закрыт в 1934 |

### БелспецвнештехникаиСистемтроникс
| Наименование | Фото | Тип                   | Первый полёт | Количество экземпляров | Годы производства | Прим. |
| ------------ | ---- | --------------------- | ------------ | ---------------------- | ----------------- | ----- |
| Чибис        |      | разведывательный БПЛА | 2011         | н/д                    | н/д               |       |

### Беляев
| Наименование | Фото | Тип            | Первый полёт | Количество экземпляров | Годы производства | Прим. |
| ------------ | ---- | -------------- | ------------ | ---------------------- | ----------------- | ----- |
| ДБ-ЛК        |      | бомбардировщик | 1939         | 1                      |                   |       |

### Бериев
| Наименование              | Фото | Тип                                | Первый полёт     | Количество экземпляров | Годы производства         | Прим.                                           |
| ------------------------- | ---- | ---------------------------------- | ---------------- | ---------------------- | ------------------------- | ----------------------------------------------- |
| А-40 Альбатрос / Бе-42    |      | многоцелевой гидросамолёт          | 8 декабря 1986   | 3                      |                           | самый большой в мире реактивный самолёт-амфибия |
| А-50 Шмель                |      | самолёт ДРЛО                       | 19 декабря 1978  | 31                     | 1978 — 1991               |                                                 |
| А-60                      |      | самолёт-носитель лазерного оружия  | 19 августа 1981  | 2                      |                           |                                                 |
| А-100 Премьер             |      | самолёт ДРЛО                       | 18 ноября 2017   | 1                      |                           | в разработке                                    |
| Ан-Бе-20                  |      | пассажирский самолёт               | не было          | 0                      |                           | построен только макет                           |
| Бе-1                      |      | экспериментальный гидросамолёт     | 1964             | 1                      |                           | гидросамолёт для исследования экранного эффекта |
| Бе-6                      |      | многоцелевой гидросамолёт          | 1949             | 123                    | 1949 — 1957               |                                                 |
| Бе-8                      |      | пассажирский гидросамолёт          | 3 декабря 1947   | 2                      |                           |                                                 |
| Бе-10                     |      | многоцелевой гидросамолёт          | 20 июня 1956     | 27                     | 1958 — 1961               |                                                 |
| Бе-12 Чайка               |      | многоцелевой гидросамолёт          | 18 октября 1960  | 143                    | 1959 — 1973               |                                                 |
| Бе-30                     |      | пассажирский самолёт               | 8 июля 1968      | 8                      | 1967 — декабрь 1970       |                                                 |
| Бе-103                    |      | гидросамолёт общего назначения     | 15 июля 1997     | н/д                    |                           |                                                 |
| Бе-200 Альтаир            |      | многоцелевой гидросамолёт          | 24 сентября 1998 | 16                     |                           |                                                 |
| Бе-2500 Нептун            |      | транспортный гидросамолёт          | не было          | 0                      |                           | проект закрыт                                   |
| ВВА-14                    |      | экспериментальный гидросамолёт ВВП | 4 сентября 1972  | 2                      |                           |                                                 |
| КОР-1 / Бе-2              |      | корабельный разведчик              | 4 сентября 1936  | 13                     | лето 1938 — декабрь 1940  |                                                 |
| КОР-2 / Бе-4              |      | корабельный разведчик              | 21 октября 1940  | 50                     | август 1941—1945          |                                                 |
| МБР-2                     |      | многоцелевой гидросамолёт          | 3 мая 1932       | 1365                   | начало 1934 — начало 1940 |                                                 |
| МБР-7                     |      | многоцелевой гидросамолёт          | 29 апреля 1939   | 2                      |                           |                                                 |
| МДР-5                     |      | гидросамолёт-разведчик             | 1938             | 2                      |                           |                                                 |
| П-42 Гарпун               |      | палубный самолёт ПЛО               | не было          | 0                      |                           | проект закрыт в 1973                            |
| Р-1                       |      | экспериментальный гидросамолёт     | 30 мая 1952      | 1                      |                           | первый реактивный гидросамолёт в СССР           |
| Океанский летающий лайнер |      | транспортный гидросамолёт          | не было          | 0                      |                           | проект закрыт                                   |

### БерезнякИсаев
| Наименование | Фото | Тип                  | Первый полёт | Количество экземпляров | Годы производства | Прим. |
| ------------ | ---- | -------------------- | ------------ | ---------------------- | ----------------- | ----- |
| БИ-1         |      | ракетный истребитель | 15 мая 1942  | 3                      |                   |       |

### Беспилотные вертолёты (Индела)
| Наименование | Фото | Тип                   | Первый полёт | Количество экземпляров | Годы производства | Прим. |
| ------------ | ---- | --------------------- | ------------ | ---------------------- | ----------------- | ----- |
| Indela-6     |      | разведывательный БПЛА | 2008         | н/д                    | н/д               |       |
| Indela-9     |      | разведывательный БПЛА | 2008         | н/д                    | н/д               |       |
| Беркут       |      | разведывательный БПЛА | 2009         | н/д                    | н/д               |       |
| Гриф-1       |      | разведывательный БПЛА | 2012         | н/д                    | н/д               |       |

### Бисноват
| Наименование | Фото | Тип                 | Первый полёт   | Количество экземпляров | Годы производства | Прим. |
| ------------ | ---- | ------------------- | -------------- | ---------------------- | ----------------- | ----- |
| СК-2         |      | опытный истребитель | 10 ноября 1940 | 1                      |                   |       |

### Болдырев
- Самолёт Болдырева

### Болховитинов
| Наименование | Фото | Тип            | Первый полёт | Количество экземпляров | Годы производства | Прим. |
| ------------ | ---- | -------------- | ------------ | ---------------------- | ----------------- | ----- |
| ДБ-А         |      | бомбардировщик | 2 мая 1935   | 8                      | 1938 - 1940       |       |

## В

### Віраж
| Наименование         | Фото | Тип             | Первый полёт    | Количество экземпляров | Годы производства | Прим. |
| -------------------- | ---- | --------------- | --------------- | ---------------------- | ----------------- | ----- |
| М-6 Жайвир           |      | БПЛА наблюдения | 22 декабря 2004 | 1                      |                   |       |
| М-7 Небесный патруль |      | БПЛА наблюдения | 28 января 2011  | 1                      |                   |       |

## Г

### Грацианский
| Наименование | Фото | Тип                       | Первый полёт | Количество экземпляров | Годы производства | Прим. |
| ------------ | ---- | ------------------------- | ------------ | ---------------------- | ----------------- | ----- |
| «Омега»      |      | самолёт общего назначения | 1933         | 1                      |                   |       |

### Грибовский
| Наименование | Фото | Тип                             | Первый полёт | Количество экземпляров | Годы производства | Прим. |
| ------------ | ---- | ------------------------------- | ------------ | ---------------------- | ----------------- | ----- |
| Г-8          |      | спортивно-тренировочный самолёт | 1931         | 1                      |                   |       |
| Г-20         |      | учебно-тренировочный самолёт    | 1935         | 1                      |                   |       |

### Григорович
| Наименование | Фото | Тип                       | Первый полёт    | Количество экземпляров | Годы производства | Прим.                              |
| ------------ | ---- | ------------------------- | --------------- | ---------------------- | ----------------- | ---------------------------------- |
| ГАСН         |      | гидросамолёт-торпедоносец | 24 августа 1917 | 1                      |                   | первый в мире морской торпедоносец |
| И-1          |      | истребитель               | осень 1923      | 1                      |                   |                                    |
| И-2          |      | истребитель               | 4 ноября 1924   | 211                    | 1926 — 1929       |                                    |
| И-зет        |      | истребитель               | лето 1931       | 73                     | 1933 — 1935       |                                    |
| ИП-1 (ДГ-52) |      | истребитель               | 1934            | 90                     | 1936 — 1937       |                                    |
| М-5          |      | гидросамолёт-разведчик    | май 1915        | 183                    | 1915 — 1917       |                                    |
| ТБ-5         |      | бомбардировщик            | 30 июня 1931    | 1                      |                   |                                    |

### Гропиус
| Наименование | Фото | Тип                  | Первый полёт | Количество экземпляров | Годы производства | Прим. |
| ------------ | ---- | -------------------- | ------------ | ---------------------- | ----------------- | ----- |
| ГАЗ № 5      |      | пассажирский самолёт | 9 июня 1924  | 1                      |                   |       |

### Грушин
| Наименование | Фото | Тип       | Первый полёт   | Количество экземпляров | Годы производства | Прим. |
| ------------ | ---- | --------- | -------------- | ---------------------- | ----------------- | ----- |
| Ш-Тандем     |      | штурмовик | 5 декабря 1937 | 1                      |                   |       |

## Д

### Държавна аеропланна работилница
| Наименование | Фото | Тип            | Первый полёт | Количество экземпляров | Годы производства | Прим. |
| ------------ | ---- | -------------- | ------------ | ---------------------- | ----------------- | ----- |
| ДАР-10       |      | бомбардировщик | 2 июля 1941  | 2                      |                   |       |

## Е

### Ермолаев
| Наименование  | Фото | Тип                    | Первый полёт | Количество экземпляров | Годы производства                     | Прим. |
| ------------- | ---- | ---------------------- | ------------ | ---------------------- | ------------------------------------- | ----- |
| Ер-2 (ДБ-240) |      | дальний бомбардировщик | 14 мая 1940  | 462                    | октябрь 1940 — июль 1941, 1943 — 1945 |       |

## З

### Змај
| Наименование | Фото | Тип                               | Первый полёт   | Количество экземпляров | Годы производства | Прим. |
| ------------ | ---- | --------------------------------- | -------------- | ---------------------- | ----------------- | ----- |
| Р-1          |      | самолёт-разведчик, бомбардировщик | 24 апреля 1940 | 1                      |                   |       |

## И

### Ижмаш — Беспилотные системы
| Наименование | Фото | Тип                   | Первый полёт | Количество экземпляров | Годы производства | Прим. |
| ------------ | ---- | --------------------- | ------------ | ---------------------- | ----------------- | ----- |
| Тахион       |      | разведывательный БПЛА | январь 2015  | н/д                    |                   |       |

### Икарус
| Наименование | Фото | Тип                    | Первый полёт   | Количество экземпляров | Годы производства | Прим. |
| ------------ | ---- | ---------------------- | -------------- | ---------------------- | ----------------- | ----- |
| ИК-2         |      | истребитель            | 22 апреля 1935 | 14                     | 1937 — 1941       |       |
| С-49         |      | истребитель            | июнь 1949      | 158                    |                   |       |
| ШМ           |      | учебная летающая лодка | 1924           | 42                     | 1924 — 1941       |       |

### Ильюшин
| Наименование      | Фото | Тип                                      | Первый полёт     | Количество экземпляров | Годы производства | Прим.                              |
| ----------------- | ---- | ---------------------------------------- | ---------------- | ---------------------- | ----------------- | ---------------------------------- |
| ДБ-3 (ЦКБ-30)     |      | дальний бомбардировщик                   | лето 1935        | 1528                   | 1937 — 1939       |                                    |
| ДБ-3ТП            |      | поплавковый торпедоносец                 | июнь 1938        | 1                      | 1937 — 1939       |                                    |
| ДБ-4 (ЦКБ-56)     |      | дальний бомбардировщик                   | 15 октября 1940  | 1                      |                   |                                    |
| Ил-2              |      | штурмовик                                | 2 октября 1939   | 36163                  | 1941 — 1945       |                                    |
| Ил-4 (ДБ-3Ф)      |      | дальний бомбардировщик                   | 21 мая 1939      | 5359                   | 1939 — 1945       |                                    |
| Ил-6              |      | дальний бомбардировщик                   | 7 августа 1943   | 1                      |                   |                                    |
| Ил-6 (ЦКБ-60)     |      | штурмовик                                | не было          | 0                      |                   | проект закрыт в 1942               |
| Ил-8              |      | штурмовик                                | 10 мая 1943      | 2                      |                   |                                    |
| Ил-10             |      | штурмовик                                | 18 апреля 1944   | 6165                   | 1944 — 1955       |                                    |
| Ил-12             |      | пассажирский самолёт                     | 15 августа 1945  | 663                    | 1946 — 1949       |                                    |
| Ил-14             |      | пассажирский самолёт                     | 13 июля 1950     | 1348                   | 1953 — 1959       |                                    |
| Ил-16             |      | штурмовик                                | 1945             | 3                      |                   | проект закрыт в середине 1946 года |
| Ил-18 (1946 года) |      | пассажирский самолёт                     | 17 августа 1946  | 1                      |                   |                                    |
| Ил-18 (1957 года) |      | пассажирский самолёт                     | 4 июля 1957      | 527                    | 1957 — 1985       |                                    |
| Ил-20 (1948 года) |      | штурмовик                                | 5 декабря 1948   | 1                      |                   |                                    |
| Ил-20 (1968 года) |      | самолёт радиоэлектронной разведки        | 21 марта 1968    | 20                     |                   |                                    |
| Ил-22             |      | бомбардировщик                           | 24 июля 1947     | 1                      |                   |                                    |
| Ил-24Н            |      | самолёт ледовой разведки                 | 1985             | 2                      |                   |                                    |
| Ил-26             |      | бомбардировщик                           | не было          | 0                      |                   | проект                             |
| Ил-28             |      | бомбардировщик                           | 8 июля 1948      | 6635                   | 1949 — 1955       |                                    |
| Ил-30             |      | бомбардировщик                           | не было          | 1                      |                   | проект закрыт в 1950               |
| Ил-34             |      | военно-транспортный самолёт              | не было          | 0                      |                   | проект закрыт в 1949               |
| Ил-38             |      | противолодочный самолёт                  | 27 сентября 1961 | 65                     | 1967 — 1972       |                                    |
| Ил-40             |      | штурмовик                                | 7 марта 1953     | 7                      |                   |                                    |
| Ил-46             |      | бомбардировщик                           | 3 марта 1952     | 1                      |                   |                                    |
| Ил-54             |      | бомбардировщик                           | 3 апреля 1955    | 2                      |                   |                                    |
| Ил-62             |      | дальнемагистральный пассажирский самолёт | 3 января 1963    | 289                    | 1966 — 1995       |                                    |
| Ил-76             |      | транспортный самолёт                     | 25 марта 1971    | 957                    | 1973 — н.в.       |                                    |
| Ил-76МД-90А       |      | военно-транспортный самолёт              | 2007             | 14                     | 2012 — н.в.       |                                    |
| Ил-78             |      | самолёт-заправщик                        | 26 июня 1983     | 56                     | 1984 — н.в.       |                                    |
| Ил-80             |      | воздушный командный пункт                | 29 мая 1985      | 4                      | 1987 — н.в.       |                                    |
| Ил-86             |      | широкофюзеляжный пассажирский самолёт    | 22 декабря 1976  | 106                    | 1976 — 1997       |                                    |
| Ил-90             |      | пассажирский самолёт                     | не было          | 0                      |                   | проект закрыт                      |
| Ил-96             |      | широкофюзеляжный пассажирский самолёт    | 28 сентября 1988 | 32                     | 1988 — н.в.       |                                    |
| Ил-102            |      | штурмовик                                | 25 сентября 1982 | 1                      |                   |                                    |
| Ил-103            |      | самолёт общего назначения                | 17 мая 1994      | 66                     |                   |                                    |
| Ил-106            |      | военно-транспортный самолёт              | не было          | 0                      |                   |                                    |
| Ил-108            |      | бизнес-джет                              | не было          | 0                      |                   |                                    |
| Ил-112            |      | военно-транспортный самолёт              | 30 марта 2019    | 1                      | 2019 — н.в.       |                                    |
| Ил-114            |      | пассажирский самолёт                     | 29 марта 1990    | 20                     |                   |                                    |
| Ил-276 (Ил-214)   |      | военно-транспортный самолёт              | не было          | 0                      |                   |                                    |
| Ил-496            |      | широкофюзеляжный пассажирский самолёт    | не было          | 0                      |                   | в разработке                       |
| ПАК ВТА           |      | военно-транспортный самолёт              | не было          | 0                      |                   | в разработке                       |

### Иркут
| Наименование | Фото | Тип                   | Первый полёт | Количество экземпляров | Годы производства | Прим. |
| ------------ | ---- | --------------------- | ------------ | ---------------------- | ----------------- | ----- |
| Иркут-200    |      | разведывательный БПЛА | 2009         | н/д                    |                   |       |
| МС-21        |      | пассажирский самолёт  | 28 мая 2017  | 9                      |                   |       |

## Й

### Йорданов
| Наименование | Фото | Тип                       | Первый полёт | Количество экземпляров | Годы производства | Прим. |
| ------------ | ---- | ------------------------- | ------------ | ---------------------- | ----------------- | ----- |
| Йорданов-1   |      | экспериментальный самолёт | 14 мая 1940  | 1                      |                   |       |

## К

### Казанский авиационный институт
| Наименование | Фото | Тип                       | Первый полёт | Количество экземпляров | Годы производства | Прим. |
| ------------ | ---- | ------------------------- | ------------ | ---------------------- | ----------------- | ----- |
| КАИ-1        |      | спортивно-учебный самолёт | 11 мая 1935  | 3                      |                   |       |

### Калашников
| Наименование | Фото | Тип          | Первый полёт | Количество экземпляров | Годы производства | Прим. |
| ------------ | ---- | ------------ | ------------ | ---------------------- | ----------------- | ----- |
| Куб-БЛА      |      | ударный БПЛА | 2018         | н/д                    | 2019 — н.в.       |       |

### Калинин
| Наименование | Фото | Тип                       | Первый полёт    | Количество экземпляров | Годы производства | Прим. |
| ------------ | ---- | ------------------------- | --------------- | ---------------------- | ----------------- | ----- |
| АК-1         |      | пассажирский самолёт      | 8 февраля 1924  | 1                      |                   |       |
| К-1          |      | пассажирский самолёт      | 26 июля 1925    | 5                      |                   |       |
| К-2          |      | пассажирский самолёт      | 12 мая 1927     | 5                      |                   |       |
| К-3          |      | санитарный самолёт        | декабрь 1927    | 1                      |                   |       |
| К-4          |      | пассажирский самолёт      | 1928            | 39                     |                   |       |
| К-5          |      | пассажирский самолёт      | 18 октября 1929 | ~260                   | 1930 - 1934       |       |
| К-6          |      | почтовый самолёт          | 9 августа 1930  | 1                      |                   |       |
| К-7          |      | экспериментальный самолёт | 21 августа 1933 | 1                      |                   |       |
| К-9          |      | самолёт общего назначения | 1930            | 1                      |                   |       |
| К-12         |      | бомбардировщик            | 1936            | 1                      |                   |       |
| К-13         |      | бомбардировщик            | 1936            | 1                      |                   |       |

### Королёв
| Наименование | Фото | Тип                       | Первый полёт | Количество экземпляров | Годы производства | Прим. |
| ------------ | ---- | ------------------------- | ------------ | ---------------------- | ----------------- | ----- |
| СК-4         |      | экспериментальный самолёт | 1930         | 1                      |                   |       |

### Кочеригин
| Наименование  | Фото | Тип         | Первый полёт     | Количество экземпляров | Годы производства | Прим. |
| ------------- | ---- | ----------- | ---------------- | ---------------------- | ----------------- | ----- |
| ДИ-6 (ЦКБ-11) |      | истребитель | 30 сентября 1934 | 222                    | 1936 — 1938       |       |

### Кронштадт
| Наименование | Фото | Тип                           | Первый полёт    | Количество экземпляров | Годы производства | Прим.        |
| ------------ | ---- | ----------------------------- | --------------- | ---------------------- | ----------------- | ------------ |
| Гелиос       |      | БПЛА радиолокационного дозора | не было         |                        |                   | в разработке |
| Гром         |      | ударный БПЛА                  | не было         |                        |                   | в разработке |
| Молния       |      | ударный БПЛА                  | не было         |                        |                   | в разработке |
| Орион        |      | разведывательно-ударный БПЛА  | 10 октября 2016 | 12                     |                   |              |
| Сириус       |      | разведывательно-ударный БПЛА  | н/д             | н/д                    |                   | в разработке |

### Кудашев
| Наименование       | Фото | Тип                       | Первый полёт  | Количество экземпляров | Годы производства | Прим. |
| ------------------ | ---- | ------------------------- | ------------- | ---------------------- | ----------------- | ----- |
| Кудашев-1          |      | экспериментальный самолёт | 23 мая 1910   | 1                      |                   |       |
| Кудашев-2          |      | экспериментальный самолёт | нет данных    | 1                      |                   |       |
| Кудашев-3          |      | экспериментальный самолёт | нет данных    | 1                      |                   |       |
| Кудашев-4 (РБВЗ-1) |      | экспериментальный самолёт | 2 апреля 1911 | 1                      |                   |       |

## Л

### Лавочкин
| Наименование         | Фото | Тип                     | Первый полёт     | Количество экземпляров | Годы производства | Прим.                                                                           |
| -------------------- | ---- | ----------------------- | ---------------- | ---------------------- | ----------------- | ------------------------------------------------------------------------------- |
| ЛаГГ-3               |      | истребитель             | 28 марта 1940    | 6528                   | 1941 — 1944       |                                                                                 |
| Ла-5                 |      | истребитель             | 21 марта 1942    | 9920                   | 1942 — 1944       |                                                                                 |
| Ла-7                 |      | истребитель             | 30 января 1944   | 6337                   | весна 1944 — 1947 |                                                                                 |
| Ла-9                 |      | истребитель             | 1946             | 1882                   | 1946 — 1949       |                                                                                 |
| Ла-11                |      | истребитель             | май 1947         | 1182                   | 1947 — 1951       |                                                                                 |
| Ла-15                |      | истребитель             | 8 января 1948    | 235                    | 1948 — 1949       |                                                                                 |
| Ла-150               |      | истребитель             | 11 сентября 1946 | 8                      |                   | первый реактивный истребитель созданный ОКБ-301 под руководством С.А. Лавочкина |
| Ла-152               |      | истребитель             | 5 декабря 1946   | 1                      |                   |                                                                                 |
| Ла-156               |      | истребитель             | 1 марта 1947     | 2                      |                   |                                                                                 |
| Ла-160               |      | истребитель             | 11 июня 1947     | 1                      |                   |                                                                                 |
| Ла-162               |      | истребитель             | не было          | 1 (недостроен)         |                   | проект закрыт                                                                   |
| Ла-168               |      | истребитель             | 22 апреля 1948   | 1                      |                   |                                                                                 |
| Ла-174ТК             |      | истребитель             | сентябрь 1947    | 1                      |                   |                                                                                 |
| Ла-176               |      | истребитель             | сентябрь 1948    | 1                      |                   | проект закрыт после катастрофы экспериментальной машины                         |
| Ла-190               |      | истребитель-перехватчик | 1951             | 1                      |                   | впервые в СССР превысил скорость звука в горизонтальном полёте                  |
| Ла-200               |      | истребитель-перехватчик | 16 сентября 1949 | 3                      |                   |                                                                                 |
| Ла-250               |      | истребитель-перехватчик | 16 июля 1956     | 5                      |                   |                                                                                 |
| Беспилотные самолёты |      |                         |                  |                        |                   |                                                                                 |
| Ла-17М               |      | БПЛА-мишень             | 1963             | 249                    |                   |                                                                                 |
| Ла-17Р               |      | разведывательный БПЛА   | 1963             | 20                     |                   |                                                                                 |

### Ларос
| Наименование | Фото | Тип                          | Первый полёт | Количество экземпляров | Годы производства | Прим. |
| ------------ | ---- | ---------------------------- | ------------ | ---------------------- | ----------------- | ----- |
| Ларос-31     |      | спортивно-пилотажный самолет | н/д          | н/д                    |                   |       |

### Лебедев
| Наименование | Фото | Тип               | Первый полёт    | Количество экземпляров | Годы производства | Прим. |
| ------------ | ---- | ----------------- | --------------- | ---------------------- | ----------------- | ----- |
| Лебедь XII   |      | самолёт-разведчик | 28 декабря 1915 | 216                    |                   |       |

### Лилиенталь
| Наименование | Фото | Тип                       | Первый полёт | Количество экземпляров | Годы производства | Прим. |
| ------------ | ---- | ------------------------- | ------------ | ---------------------- | ----------------- | ----- |
| Х-32 Бекас   |      | самолёт общего назначения | 1993         | ~220                   | 1993 — н.в.       |       |

### Лисунов
| Наименование | Фото | Тип                                 | Первый полёт | Количество экземпляров | Годы производства | Прим. |
| ------------ | ---- | ----------------------------------- | ------------ | ---------------------- | ----------------- | ----- |
| Ли-2         |      | пассажирский и транспортный самолёт | 1940         | 4937                   | 1939 — 1953       |       |

### Луцкий
| Наименование | Фото | Тип                       | Первый полёт | Количество экземпляров | Годы производства | Прим. |
| ------------ | ---- | ------------------------- | ------------ | ---------------------- | ----------------- | ----- |
| Луцкой-1     |      | экспериментальный самолёт | 9 марта 1910 | 1                      |                   |       |

### Луч
| Наименование | Фото | Тип                          | Первый полёт  | Количество экземпляров | Годы производства | Прим.          |
| ------------ | ---- | ---------------------------- | ------------- | ---------------------- | ----------------- | -------------- |
| Корсар       |      | ударно-разведывательный БПЛА | 2015          | н/д                    |                   |                |
| Сокол-2      |      | разведывательный БПЛА        | 2013          | н/д                    |                   |                |
| Сокол-300    |      | ударный БПЛА                 | не было       | 0                      |                   | построен макет |
| Типчак       |      | разведывательный БПЛА        | 1 ноября 2007 | н/д                    |                   |                |

### Лявиль
| Наименование | Фото | Тип                  | Первый полёт | Количество экземпляров | Годы производства | Прим. |
| ------------ | ---- | -------------------- | ------------ | ---------------------- | ----------------- | ----- |
| ПС-89        |      | пассажирский самолёт | 1935         | 8                      | 1935 — 1938       |       |

## М

### МАИ
| Наименование     | Фото | Тип                       | Первый полёт    | Количество экземпляров | Годы производства | Прим.                |
| ---------------- | ---- | ------------------------- | --------------- | ---------------------- | ----------------- | -------------------- |
| МАИ-58           |      | спортивный самолёт        | не было         | 0                      |                   | проект закрыт в 1958 |
| МАИ-223          |      | самолёт общего назначения | 20 октября 2004 | н/д                    | 2004 — н.в.       |                      |
| Авиатика-МАИ-890 |      | самолёт общего назначения | 1989            | ~300                   |                   |                      |
| Авиатика-МАИ-910 |      | самолёт общего назначения | 22 июня 1995    | н/д                    |                   |                      |
| Овод             |      | самолёт общего назначения | 12 октября 1999 | 2                      |                   |                      |
| ПС-01            |      | разведывательный БПЛА     | 1981            | 3                      |                   |                      |
| Эльф-Д           |      | разведывательный БПЛА     | осень 1979      | 2                      |                   |                      |

- Ф-1 «Фаворит»

### МашовецЛипский
| Наименование | Фото | Тип                  | Первый полёт | Количество экземпляров | Годы производства | Прим. |
| ------------ | ---- | -------------------- | ------------ | ---------------------- | ----------------- | ----- |
| ТС-62        |      | пассажирский самолёт | июнь 1947    | 287                    | 1947 — 1957       |       |

### Махонин
- Mak.10 (Мах-10)
- Mak.101 (Мах-101)
- Mak.123 (Мах-123)

### МВЕН
| Наименование   | Фото | Тип                          | Первый полёт | Количество экземпляров | Годы производства | Прим.          |
| -------------- | ---- | ---------------------------- | ------------ | ---------------------- | ----------------- | -------------- |
| МВЕН-3 Мурена  |      | самолёт общего назначения    | не было      | 0                      |                   | построен макет |
| Т-500 (МВ-500) |      | сельскохозяйственный самолёт | 2014         | >10                    |                   |                |

### Меридиан
| Наименование | Фото | Тип                   | Первый полёт | Количество экземпляров | Годы производства | Прим.                                                                        |
| ------------ | ---- | --------------------- | ------------ | ---------------------- | ----------------- | ---------------------------------------------------------------------------- |
| Spectator    |      | разведывательный БПЛА | 2014         | н/д                    |                   | первый БПЛА украинского производства, поступивший в вооружённые силы Украины |

### Мечта (кооператив, производитель самолётов)
- AC-4

### МиГ(МикоянГуревич)
| Наименование    | Фото | Тип                                      | Первый полёт     | Количество экземпляров | Годы производства           | Прим.                                               |
| --------------- | ---- | ---------------------------------------- | ---------------- | ---------------------- | --------------------------- | --------------------------------------------------- |
| Е-8             |      | экспериментальный истребитель            | 5 марта 1962     | 2                      |                             | проект закрыт                                       |
| Е-150           |      | экспериментальный истребитель            | 8 июля 1960      | 1                      |                             | проект закрыт                                       |
| Е-152           |      | экспериментальный истребитель            | 21 апреля 1961   | 2                      |                             | проект закрыт                                       |
| И-225           |      | истребитель                              | 21 июля 1944     | 2                      |                             |                                                     |
| И-250 (МиГ-13)  |      | истребитель                              | 3 марта 1945     | 28                     | 1946 — 1947                 | первый самолёт с реактивным двигателем ОКБ МиГ      |
| И-270           |      | экспериментальный истребитель            | январь 1947      | 2                      |                             | проект закрыт                                       |
| И-320           |      | экспериментальный истребитель            | 16 апреля 1949   | 2                      |                             | проект закрыт                                       |
| И-350           |      | экспериментальный истребитель            | 16 июня 1951     | 1                      |                             | проект закрыт                                       |
| МиГ-1 (И-200)   |      | истребитель                              | 5 апреля 1940    | 100                    | ноябрь — декабрь 1940       |                                                     |
| МиГ-3           |      | истребитель                              | 29 октября 1940  | 3178                   | декабрь 1940 — декабрь 1941 |                                                     |
| МиГ-5 (ДИС-200) |      | истребитель                              | 11 июня 1941     | 2                      |                             | проект закрыт в 1942                                |
| МиГ-8 Утка      |      | экспериментальный самолёт                | 13 августа 1945  | 1                      |                             |                                                     |
| МиГ-9           |      | истребитель                              | 24 апреля 1946   | 602                    | 1946 — 1948                 |                                                     |
| МиГ-11 (И-220)  |      | истребитель                              | 26 декабря 1942  | 1                      |                             | проект закрыт                                       |
| МиГ-15          |      | истребитель                              | 30 декабря 1947  | 15560                  | 1947 — 1950                 |                                                     |
| МиГ-15бис       |      | истребитель                              | 22 июля 1949     | 8354                   | 1950 — 1952                 |                                                     |
| МиГ-15УТИ       |      | учебно-тренировочный самолёт             | 23 мая 1949      | 3433                   | 1950 — 1959                 |                                                     |
| МиГ-17          |      | истребитель                              | 26 июля 1949     | 8045                   | 1951 — 1969                 |                                                     |
| МиГ-19          |      | истребитель                              | 24 мая 1952      | ~ 6500                 | 1955 — 1960                 | первый советский серийный сверхзвуковой истребитель |
| МиГ-21          |      | истребитель                              | 16 июня 1956     | 11496                  | 1959 — 1985                 |                                                     |
| МиГ-23          |      | истребитель                              | 10 июня 1967     | 3630                   | 1969 — 1985                 |                                                     |
| МиГ-25          |      | истребитель-перехватчик, разведчик       | 6 марта 1964     | 1190                   | 1969 — 1982                 |                                                     |
| МиГ-27          |      | истребитель-бомбардировщик               | 17 ноября 1972   | 764                    | 1972 — 1994                 |                                                     |
| МиГ-29          |      | истребитель                              | 6 октября 1977   | <1600                  | 1982 — н.в.                 |                                                     |
| МиГ-29К         |      | палубный истребитель                     | 23 июня 1988     | 65                     |                             |                                                     |
| МиГ-29М         |      | истребитель                              | 26 апреля 1986   | 6                      |                             | проект закрыт                                       |
| МиГ-31          |      | истребитель-перехватчик, ударный самолёт | 16 сентября 1975 | 519                    | 1975 — 1994                 |                                                     |
| МиГ-35          |      | истребитель                              | 24 ноября 2016   | 6                      | 2019 — н.в.                 |                                                     |
| МиГ-41          |      | истребитель-перехватчик                  | не было          | 0                      |                             | проект                                              |
| МиГ-105         |      | орбитальный самолёт                      | 11 октября 1976  | 1                      |                             | проект закрыт                                       |
| МиГ-110         |      | транспортный самолёт                     | не было          | 0                      |                             | проект закрыт                                       |
| МиГ-125         |      | бизнес-джет                              | не было          | 0                      |                             | не вышел из стадии проекта                          |
| МиГ 1.44        |      | истребитель                              | 29 февраля 2000  | 1                      |                             | проект закрыт                                       |
| МиГ-АТ          |      | учебно-тренировочный самолёт             | 21 марта 1996    | 2                      |                             | проект закрыт                                       |
| Скат            |      | разведывательно-ударный БПЛА             | н/д              | н/д                    |                             | в разработке                                        |
| Т-101 Грач      |      | транспортный самолёт                     | 7 декабря 1994   | 2                      |                             |                                                     |
| 301 / 321       |      | гиперзвуковой разведчик-бомбардировщик   | не было          | 0                      |                             | проект закрыт                                       |

### Мидивисана
| Наименование | Фото | Тип                   | Первый полёт | Количество экземпляров | Годы производства | Прим. |
| ------------ | ---- | --------------------- | ------------ | ---------------------- | ----------------- | ----- |
| Формула      |      | разведывательный БПЛА | н/д          | н/д                    |                   |       |

### Минский авиаремонтный завод
| Наименование | Фото | Тип                   | Первый полёт | Количество экземпляров | Годы производства | Прим. |
| ------------ | ---- | --------------------- | ------------ | ---------------------- | ----------------- | ----- |
| Стерх-БМ     |      | разведывательный БПЛА | 2012         | н/д                    |                   |       |

### Можайский
| Наименование              | Фото | Тип                       | Первый полёт          | Количество экземпляров | Годы производства | Прим. |
| ------------------------- | ---- | ------------------------- | --------------------- | ---------------------- | ----------------- | ----- |
| Воздухолетательный снаряд |      | экспериментальный самолёт | 1882 — 1885 (подскок) | 1                      |                   |       |

### Москалёв
| Наименование | Фото | Тип                           | Первый полёт | Количество экземпляров | Годы производства | Прим.       |
| ------------ | ---- | ----------------------------- | ------------ | ---------------------- | ----------------- | ----------- |
| САМ-6        |      | экспериментальный самолёт     | 1934         | 2                      |                   |             |
| САМ-7        |      | экспериментальный истребитель | не было      | 1                      | 1934 — 1935       |             |
| САМ-10       |      | пассажирский самолёт          | июль 1938    | 1                      |                   |             |
| САМ-13       |      | экспериментальный истребитель | весна 1940   | 1                      |                   |             |
| САМ-14       |      | пассажирский самолёт          | 1938         | 2                      |                   |             |
| САМ-16       |      | гидросамолёт-разведчик        | не было      | 0                      |                   | не достроен |
| САМ-25       |      | самолёт общего назначения     | 1943         | 1                      |                   |             |

### Мясищев
| Наименование   | Фото | Тип                                        | Первый полёт    | Количество экземпляров | Годы производства | Прим.                      |
| -------------- | ---- | ------------------------------------------ | --------------- | ---------------------- | ----------------- | -------------------------- |
| ДБ-108         |      | бомбардировщик                             | декабрь 1944    | 4                      |                   | проект закрыт в 1945       |
| 3М             |      | стратегический бомбардировщик              | 27 марта 1956   | 90                     | 1956 — 1960       |                            |
| М-4            |      | стратегический бомбардировщик              | 20 января 1953  | 34                     | 1954 — 1956       |                            |
| М-17           |      | высотный перехватчик дрейфующих аэростатов | 26 мая 1982     | 3                      |                   |                            |
| М-30           |      | стратегический бомбардировщик              | не было         | 0                      |                   | не вышел из стадии проекта |
| М-50           |      | стратегический бомбардировщик              | 27 октября 1959 | 2                      |                   |                            |
| М-55 Геофизика |      | высотный разведчик                         | 16 августа 1988 | 5                      |                   |                            |
| М-60           |      | стратегический бомбардировщик              | не было         | 0                      |                   | не вышел из стадии проекта |
| М-101Т Гжель   |      | пассажирский самолёт                       | 31 марта 1995   | 26                     |                   |                            |
| ВМ-Т Атлант    |      | грузовой самолёт                           | 29 апреля 1981  | 3                      |                   |                            |

## Н

### Неман
| Наименование        | Фото | Тип                  | Первый полёт   | Количество экземпляров | Годы производства | Прим. |
| ------------------- | ---- | -------------------- | -------------- | ---------------------- | ----------------- | ----- |
| ХАИ-1               |      | пассажирский самолёт | 8 октября 1932 | 43                     | 1934 — 1937       |       |
| ХАИ-5 / Р-10 / ПС-5 |      | многоцелевой самолёт | июнь 1936      | 493                    | 1937 — 1940       |       |

### Невдачин
- П-5 Буревестник
- П-6 Буревестник
- С-2 Буревестник
- С-3 Буревестник
- С-4 Буревестник
- С-5 Буревестник

### НИАИ
| Наименование            | Фото | Тип                  | Первый полёт | Количество экземпляров | Годы производства | Прим. |
| ----------------------- | ---- | -------------------- | ------------ | ---------------------- | ----------------- | ----- |
| Фанера-2 (НИАИ-1, ЛК-1) |      | пассажирский самолёт | 1933         | ~20                    |                   |       |

### Николаевское авиаремонтное предприятие
| Наименование | Фото | Тип                       | Первый полёт | Количество экземпляров | Годы производства | Прим. |
| ------------ | ---- | ------------------------- | ------------ | ---------------------- | ----------------- | ----- |
| НАРП-1       |      | самолёт общего назначения | 2001         | 21                     | 2002 — 2004       |       |

### Новик-XXI век
| Наименование | Фото | Тип                     | Первый полёт | Количество экземпляров | Годы производства | Прим. |
| ------------ | ---- | ----------------------- | ------------ | ---------------------- | ----------------- | ----- |
| ГрАНТ        |      | БПЛА для аэрофотосъёмки | 2001         | н/д                    |                   |       |

### НПЦ Многофункциональных беспилотных комплексовНАН Белоруссии
| Наименование   | Фото | Тип                   | Первый полёт | Количество экземпляров | Годы производства | Прим. |
| -------------- | ---- | --------------------- | ------------ | ---------------------- | ----------------- | ----- |
| Буревестник МБ |      | ударный БПЛА          | 2016         | н/д                    |                   |       |
| Бусел          |      | разведывательный БПЛА | декабрь 2011 | н/д                    |                   |       |
| Москит         |      | разведывательный БПЛА | 2009         | н/д                    |                   |       |

## О

### ОКБ имени М. П. Симонова
ОАО Научно-производственное объединение «Опытно-конструкторское бюро имени М. П. Симонова»
| Наименование | Фото | Тип                          | Первый полёт    | Количество экземпляров | Годы производства | Прим. |
| ------------ | ---- | ---------------------------- | --------------- | ---------------------- | ----------------- | ----- |
| Альтаир      |      | разведывательно-ударный БПЛА | июль 2016       | н/д                    |                   |       |
| Альтиус-РУ   |      | разведывательно-ударный БПЛА | 20 августа 2019 | н/д                    |                   |       |

## П

### Пашинин
| Наименование | Фото | Тип         | Первый полёт | Количество экземпляров | Годы производства | Прим. |
| ------------ | ---- | ----------- | ------------ | ---------------------- | ----------------- | ----- |
| И-21 (ИП-21) |      | истребитель | 11 июля 1940 | 3                      |                   |       |

### Петляков
| Наименование        | Фото | Тип                       | Первый полёт    | Количество экземпляров | Годы производства       | Прим. |
| ------------------- | ---- | ------------------------- | --------------- | ---------------------- | ----------------------- | ----- |
| ВИ-100              |      | высотный истребитель      | 22 декабря 1939 | 2                      |                         |       |
| Пе-2                |      | пикирующий бомбардировщик | осень 1940      | 11247                  | 1940 — 1945             |       |
| Пе-3                |      | тяжёлый истребитель       | 7 августа 1941  | 360                    | август 1941 - март 1944 |       |
| Пе-8 (ТБ-7, АНТ-42) |      | тяжёлый бомбардировщик    | 27 декабря 1936 | 93                     | 1939 — 1944             |       |

### Писаренко
| Наименование | Фото | Тип                       | Первый полёт   | Количество экземпляров | Годы производства | Прим. |
| ------------ | ---- | ------------------------- | -------------- | ---------------------- | ----------------- | ----- |
| ВОП-1        |      | экспериментальный самолёт | 27 ноября 1923 | 1                      |                   |       |
| Писаренко-Т  |      | экспериментальный самолёт | 1925           | 1                      |                   |       |

### Поликарпов
| Наименование  | Фото | Тип                          | Первый полёт     | Количество экземпляров | Годы производства     | Прим.         |
| ------------- | ---- | ---------------------------- | ---------------- | ---------------------- | --------------------- | ------------- |
| Р-1           |      | самолёт-разведчик            | лето 1924        | 2457                   | 1924 — 1932           |               |
| Р-5 / П-5     |      | самолёт-разведчик            | 19 сентября 1928 | 5645                   | 1930 — 1936           |               |
| Р-зет / П-зет |      | самолёт-разведчик            | июль 1935        | 1031                   |                       |               |
| И-1           |      | истребитель                  | 15 августа 1923  | 33                     | 1924                  |               |
| И-3           |      | истребитель                  | 21 февраля 1928  | 399                    |                       |               |
| И-5           |      | истребитель                  | 29 апреля 1929   | 816                    | 1931 — 1934           |               |
| И-6           |      | истребитель                  | 30 марта 1930    | 2                      |                       |               |
| И-15          |      | истребитель                  | октябрь 1933     | 384                    | 1934 — 1936           |               |
| И-15 бис      |      | истребитель                  | лето 1937        | 2408                   | 1937 — 1939           |               |
| И-153         |      | истребитель                  | октябрь 1937     | 8931                   | осень 1937 — 1941     |               |
| И-16          |      | истребитель                  | 30 декабря 1933  | 10300                  | 1934 — 1942           |               |
| И-180         |      | истребитель                  | 15 декабря 1938  | 13                     | 1938 — 1940           |               |
| И-185         |      | истребитель                  | 11 января 1941   | 5                      | 1940 — 1942           |               |
| И-190         |      | истребитель                  | 30 декабря 1939  | 1                      | 1939                  |               |
| И-200         |      | истребитель                  | 5 апреля 1940    | 100                    | ноябрь — декабрь 1940 |               |
| ИТП           |      | истребитель                  | 23 февраля 1942  | 2                      | 1941 — 1942           |               |
| ВИТ-2         |      | штурмовик                    | 11 мая 1938      | 1                      |                       |               |
| ДИ-1          |      | истребитель                  | 25 февраля 1926  | 1                      |                       |               |
| МР-1          |      | гидросамолёт-разведчик       | октябрь 1925     | 248                    | 1926 — 1929           |               |
| П-1           |      | учебно-тренировочный самолёт | 14 марта 1926    | 1                      | 1926                  |               |
| ТБ-2          |      | бомбардировщик               | 1930             | 1                      |                       | проект закрыт |
| ТИС           |      | истребитель                  | 30 августа 1941  | 2                      | 1941, 1944            |               |
| У-1           |      | учебно-тренировочный самолёт | 1921             | 737                    | 1923 — 1931           |               |
| У-2 / По-2    |      | многоцелевой самолёт         | 24 июня 1927     | 33528                  | 1928 — 1954           |               |

### Путилов
| Наименование | Фото | Тип                  | Первый полёт        | Количество экземпляров | Годы производства | Прим.         |
| ------------ | ---- | -------------------- | ------------------- | ---------------------- | ----------------- | ------------- |
| И-4          |      | истребитель          | 10 августа 1927     | 179                    | 1929 — 1931       |               |
| Сталь-2      |      | пассажирский самолёт | 11 октября 1931     | 111                    | 1933 — 1935       |               |
| Сталь-5      |      | пассажирский самолёт | конец 1935 (модель) | 0                      |                   | проект закрыт |
| Сталь-11     |      | пассажирский самолёт | осенью 1936         | 1                      |                   | проект закрыт |

## Р

### Рафаэлянц
| Наименование | Фото | Тип                           | Первый полёт   | Количество экземпляров | Годы производства | Прим.         |
| ------------ | ---- | ----------------------------- | -------------- | ---------------------- | ----------------- | ------------- |
| Турболёт     |      | экспериментальный аппарат ВВП | 29 ноября 1956 | 1                      |                   | проект закрыт |

### Рогожарски
| Наименование | Фото | Тип                                     | Первый полёт   | Количество экземпляров | Годы производства | Прим. |
| ------------ | ---- | --------------------------------------- | -------------- | ---------------------- | ----------------- | ----- |
| ИК-3         |      | истребитель                             | 14 апреля 1938 | 13                     | 1940 — 1941       |       |
| Р-100        |      | учебный самолёт                         | 1938           | 26                     | 1939 — 1941       |       |
| Р-313        |      | многоцелевой боевой самолёт             | апрель 1940    | 1                      | 1938 — 1940       |       |
| СИМ-XIV-Х    |      | поплавковый гидросамолёт-бомбардировщик | 8 февраля 1938 | 19                     | 1939 — 1941       |       |

### Ротор
| Наименование  | Фото | Тип                       | Первый полёт | Количество экземпляров | Годы производства | Прим. |
| ------------- | ---- | ------------------------- | ------------ | ---------------------- | ----------------- | ----- |
| Р-20 Птенец-2 |      | самолёт общего назначения | н/д          | н/д                    |                   |       |

### РЭМЗ-Авиа
| Наименование | Фото | Тип                       | Первый полёт | Количество экземпляров | Годы производства | Прим. |
| ------------ | ---- | ------------------------- | ------------ | ---------------------- | ----------------- | ----- |
| С-2 Синтал   |      | самолёт общего назначения | 2004         | ~25                    |                   |       |

## С

### Самсонов
- Самсонов МДР-7

### САТ
КБ Современные авиационные технологии
| Наименование   | Фото | Тип                          | Первый полёт    | Количество экземпляров | Годы производства | Прим. |
| -------------- | ---- | ---------------------------- | --------------- | ---------------------- | ----------------- | ----- |
| АР-10 Аргумент |      | ударный БПЛА                 | 2015            | н/д                    |                   |       |
| СР-10          |      | учебно-тренировочный самолёт | 25 декабря 2015 | 1                      |                   |       |

### СибНИА
| Наименование     | Фото | Тип                       | Первый полёт   | Количество экземпляров | Годы производства | Прим. |
| ---------------- | ---- | ------------------------- | -------------- | ---------------------- | ----------------- | ----- |
| ТВС-2ДТС (ЛМС-9) |      | самолёт общего назначения | 10 июля 2017   | 24 (ТВС-2МС)           | 2016 — н.в.       |       |
| СТР-40ДТ         |      | пассажирский самолёт      | 4 декабря 2018 | 1                      | 2018              |       |

### Сигма
| Наименование | Фото | Тип                       | Первый полёт | Количество экземпляров | Годы производства | Прим. |
| ------------ | ---- | ------------------------- | ------------ | ---------------------- | ----------------- | ----- |
| Сигма-4      |      | самолёт общего назначения | 1999         | 30                     | 1999 — 2010       |       |
| Элитар-Сигма |      | самолёт общего назначения | 2002         |                        |                   |       |

### Сикорский
| Наименование          | Фото | Тип             | Первый полёт    | Количество экземпляров | Годы производства | Прим. |
| --------------------- | ---- | --------------- | --------------- | ---------------------- | ----------------- | ----- |
| С-16                  |      | истребитель     | 6 февраля 1915  | 18                     | 1914 — 1916       |       |
| С-20                  |      | истребитель     | октябрь 1916    | 5                      | 1916 — 1917       |       |
| С-21 «Русский витязь» |      | опытный самолёт | 15 марта 1913   | 1                      |                   |       |
| С-22 «Илья Муромец»   |      | бомбардировщик  | 23 декабря 1913 | 76                     | 1913 — 1917       |       |

### Сильванский
| Наименование | Фото | Тип         | Первый полёт | Количество экземпляров | Годы производства | Прим. |
| ------------ | ---- | ----------- | ------------ | ---------------------- | ----------------- | ----- |
| И-220 (ИС)   |      | истребитель | 1939         | 1                      |                   |       |

### Слесарев
| Наименование | Фото | Тип            | Первый полёт | Количество экземпляров | Годы производства        | Прим. |
| ------------ | ---- | -------------- | ------------ | ---------------------- | ------------------------ | ----- |
| Святогор     |      | бомбардировщик | не было      | 1                      | декабре 1914 — март 1916 |       |

### СОКО
| Наименование    | Фото | Тип                        | Первый полёт    | Количество экземпляров | Годы производства | Прим. |
| --------------- | ---- | -------------------------- | --------------- | ---------------------- | ----------------- | ----- |
| СОКО 522        |      | учебно-боевой самолёт      | февраль 1955    | ~110                   |                   |       |
| Г-2 Галеб       |      | учебно-боевой самолёт      | май 1961        | 248                    | 1964 — 1985       |       |
| Г-4 Супер Галеб |      | учебно-боевой самолёт      | 17 июня 1978    | 90                     |                   |       |
| Ј-20 Крагуј     |      | штурмовик                  | 21 ноября 1962  | 85                     | 1968 — 1977       |       |
| Ј-21 Јастреб    |      | штурмовик                  | май 1961        | 121                    | 1964 — 1985       |       |
| Ј-22 Орао       |      | истребитель-бомбардировщик | 31 октября 1974 | 165                    | 1978 — 1992       |       |

### СТЦ
Специальный технологический центр
| Наименование | Фото | Тип                   | Первый полёт | Количество экземпляров | Годы производства | Прим. |
| ------------ | ---- | --------------------- | ------------ | ---------------------- | ----------------- | ----- |
| Орлан-3М     |      | разведывательный БПЛА | н/д          | н/д                    |                   |       |
| Орлан-10     |      | разведывательный БПЛА | 2010         | >1000                  |                   |       |
| Орлан-30     |      | разведывательный БПЛА | 2020         | н/д                    |                   |       |

### Сухой
- См. Список самолётов Сухого

## Т

### Таиров
| Наименование        | Фото | Тип                  | Первый полёт   | Количество экземпляров | Годы производства | Прим. |
| ------------------- | ---- | -------------------- | -------------- | ---------------------- | ----------------- | ----- |
| ОКО-1               |      | пассажирский самолёт | октябрь 1937   | н/д                    | 1937 — 1939       |       |
| ОКО-6 / Та-1 / Та-3 |      | истребитель          | 21 января 1940 | 2                      | 1939 — 1942       |       |

### Техноавиа
| Наименование | Фото | Тип                       | Первый полёт    | Количество экземпляров | Годы производства | Прим. |
| ------------ | ---- | ------------------------- | --------------- | ---------------------- | ----------------- | ----- |
| СМ-92 Финист |      | самолёт общего назначения | 28 декабря 1993 | ~30                    |                   |       |
| СМ-2000      |      | самолёт общего назначения | 2003            | н/д                    |                   |       |
| Рысачок      |      | самолёт общего назначения | 3 декабря 2010  | 3                      |                   |       |

### ТМЗ
| Наименование | Фото | Тип                     | Первый полёт   | Количество экземпляров | Годы производства | Прим. |
| ------------ | ---- | ----------------------- | -------------- | ---------------------- | ----------------- | ----- |
| Буран        |      | воздушно-космический ЛА | 15 ноября 1988 | 2                      |                   |       |

### Томашевич
| Наименование | Фото | Тип       | Первый полёт | Количество экземпляров | Годы производства | Прим. |
| ------------ | ---- | --------- | ------------ | ---------------------- | ----------------- | ----- |
| Пегас        |      | штурмовик | 1942         | 4                      |                   |       |

### Транзас
| Наименование        | Фото | Тип                          | Первый полёт | Количество экземпляров | Годы производства | Прим. |
| ------------------- | ---- | ---------------------------- | ------------ | ---------------------- | ----------------- | ----- |
| Дозор-85 (Дозор-4)  |      | разведывательный БПЛА        | н/д          | более 12               | 2007 - н.в.       |       |
| Дозор-600 (Дозор-3) |      | разведывательно-ударный БПЛА | 2010         | н/д                    |                   |       |

### Туполев
| Наименование                 | Фото | Тип                                         | Первый полёт    | Количество экземпляров | Годы производства        | Прим.                                                    |
| ---------------------------- | ---- | ------------------------------------------- | --------------- | ---------------------- | ------------------------ | -------------------------------------------------------- |
| Военные самолёты             |      |                                             |                 |                        |                          |                                                          |
| АНТ-3 (Р-3, ПС-3) Пролетарий |      | самолёт-разведчик                           | 10 июля 1925    | 103                    | 1927 — 1929              |                                                          |
| АНТ-4 (ТБ-1)                 |      | бомбардировщик                              | 26 ноября 1925  | 215                    | лето 1929 — начало 1932  |                                                          |
| АНТ-5 (И-4)                  |      | истребитель                                 | 10 августа 1927 | 179                    | 1929 — 1931              |                                                          |
| АНТ-6 (ТБ-3)                 |      | бомбардировщик                              | 22 декабря 1930 | 819                    | 1932 — 1938              |                                                          |
| АНТ-7 (Р-6)                  |      | многоцелевой самолёт                        | май 1930        | 406                    | 1931 — 1936              |                                                          |
| АНТ-8 (МДР-2)                |      | гидросамолёт-разведчик                      | 30 января 1931  | 1                      |                          |                                                          |
| АНТ-10 (Р-7)                 |      | разведчик-бомбардировщик                    | 1930            | 1                      |                          |                                                          |
| АНТ-11 (МТБТ)                |      | гидросамолёт бомбардировщик-торпедоносец    | не было         | 0                      |                          | проект                                                   |
| АНТ-13 (И-8)                 |      | истребитель                                 | 12 декабря 1930 | 1                      |                          |                                                          |
| АНТ-16 (ТБ-4)                |      | бомбардировщик                              | 3 июля 1933     | 1                      |                          |                                                          |
| АНТ-17 (ТШ-Б / ТШ-1)         |      | штурмовик                                   | не было         | 0                      |                          | проект закрыт                                            |
| АНТ-21 (МИ-3)                |      | истребитель                                 | 23 мая 1933     | 2                      |                          |                                                          |
| АНТ-22 (МК-1)                |      | гидросамолёт-разведчик                      | 1934            | 1                      |                          |                                                          |
| АНТ-23 (И-12)                |      | истребитель                                 | 29 августа 1931 | 1                      |                          |                                                          |
| АНТ-26 (ТБ-6)                |      | бомбардировщик                              | не было         | 0                      |                          | проект закрыт в 1934                                     |
| АНТ-27 (МДР-4)               |      | гидросамолёт-разведчик                      | 1934            | 16                     |                          |                                                          |
| АНТ-23 (И-12)                |      | истребитель                                 | 29 августа 1931 | 1                      |                          |                                                          |
| АНТ-29 (ДИП-1)               |      | истребитель                                 | 14 февраля 1935 | 1                      |                          |                                                          |
| АНТ-36 (ДБ-1)                |      | бомбардировщик                              | 1935            | 18                     |                          |                                                          |
| АНТ-37 (ДБ-2)                |      | бомбардировщик                              | 16 июня 1935    | 4                      |                          |                                                          |
| АНТ-40 (СБ)                  |      | бомбардировщик                              | 7 октября 1934  | 6616                   | 1936 — 1941              |                                                          |
| АНТ-42 (ТБ-7, Пе-8)          |      | тяжёлый бомбардировщик                      | 27 декабря 1936 | 93                     | 1939 — 1944              |                                                          |
| АНТ-44 (МТБ-2)               |      | гидросамолёт-бомбардировщик                 | 19 апреля 1937  | 2                      | 1937 — 1939              |                                                          |
| АНТ-46 (ДИ-8)                |      | истребитель                                 | 1 декабря 1935  | 1                      |                          |                                                          |
| СДБ                          |      | бомбардировщик                              | 1944            | 2                      |                          | проект закрыт в 1945                                     |
| Ту-2 (АНТ-58)                |      | бомбардировщик                              | 29 января 1941  | 2539                   | 1942 — 1952              |                                                          |
| Ту-4                         |      | бомбардировщик                              | 19 мая 1947     | 1195 или 1296          | 1947 — 1952              |                                                          |
| Ту-12                        |      | бомбардировщик                              | 27 июля 1947    | 6                      | 1947 — 1948              |                                                          |
| Ту-14                        |      | бомбардировщик-торпедоносец                 | 13 октября 1949 | ~150                   |                          |                                                          |
| Ту-16                        |      | бомбардировщик                              | 27 апреля 1952  | 1509                   | 1953 — 1963              |                                                          |
| Ту-22                        |      | бомбардировщик                              | 21 июня 1958    | 313                    | 1959 — 1969              |                                                          |
| Ту-22М                       |      | бомбардировщик                              | 30 августа 1969 | 497                    | 1971 — 1997              |                                                          |
| Ту-24 («98», Ту-98)          |      | бомбардировщик                              | 7 сентября 1956 | 2                      |                          | проект закрыт                                            |
| Ту-64                        |      | бомбардировщик                              | не было         | 0                      |                          | проект закрыт 16 апреля 1947                             |
| Ту-75                        |      | военно-транспортный самолёт                 | 21 января 1950  | 1                      |                          | проект закрыт                                            |
| Ту-80                        |      | бомбардировщик                              | 1 декабря 1949  | 1                      |                          | проект закрыт                                            |
| Ту-82                        |      | бомбардировщик                              | 1949            | 1                      |                          | проект закрыт                                            |
| Ту-85                        |      | бомбардировщик                              | 9 января 1951   | 2                      |                          | проект закрыт                                            |
| Ту-89                        |      | самолёт-разведчик                           | 23 марта 1951   | 1                      |                          | проект закрыт                                            |
| Ту-91                        |      | бомбардировщик-торпедоносец                 | 17 мая 1955     | 2                      |                          | проект закрыт                                            |
| Ту-95                        |      | стратегический бомбардировщик               | 12 ноября 1952  | 212                    | 1955 — 1992              |                                                          |
| Ту-107 («107»)               |      | военно-транспортный самолёт                 | 1958            | 1                      |                          | проект закрыт                                            |
| Ту-119                       |      | опытный самолёт ПЛО-атомолёт                | май 1961        | 1                      |                          | проект закрыт                                            |
| Ту-121                       |      | сверхзвуковой ударный БПЛА                  | 1959            | 1                      |                          | проект закрыт                                            |
| Ту-123 Ястреб                |      | разведывательный БПЛА                       | 1961            | 52                     | 1964 — 1972              |                                                          |
| Ту-126                       |      | самолёт ДРЛО                                | 23 января 1962  | 9                      | 1961 — 1968              |                                                          |
| Ту-128                       |      | истребитель                                 | 18 марта 1961   | 188                    | 1962 — 1970              |                                                          |
| Ту-130                       |      | сверхзвуковой ударный БПЛА                  | 1960            | 5                      |                          | проект закрыт                                            |
| Ту-131                       |      | зенитный ударный БПЛА                       | не было         | 0                      |                          | проект закрыт в 1959                                     |
| Ту-134УБЛ                    |      | учебно-тренировочный самолёт                | 1981            | 90                     | 1981 — 1984              |                                                          |
| Ту-135                       |      | стратегический бомбардировщик               | не было         | 0                      |                          | проект закрыт в середине 1960х                           |
| Ту-139                       |      | разведывательный БПЛА                       | н/д             | н/д                    |                          | проект закрыт в 1970х                                    |
| Ту-141 Стриж                 |      | разведывательный БПЛА                       | 1974            | 152                    | 1979 — 1989              |                                                          |
| Ту-142                       |      | самолёт ПЛО                                 | 18 июня 1968    | ~100                   | 1968 — 1994              |                                                          |
| Ту-143 Рейс                  |      | разведывательный БПЛА                       | декабрь 1970    | 950                    | 1973 — 1989              |                                                          |
| Ту-160                       |      | стратегический бомбардировщик               | 18 декабря 1981 | 36                     | 1984 — 2017, 2022 — н.в. |                                                          |
| Ту-214ОН                     |      | самолёт-разведчик                           | 1 июня 2011     | 2                      |                          |                                                          |
| Ту-214Р                      |      | самолёт-разведчик                           | 24 декабря 2009 | 2                      |                          |                                                          |
| Ту-214СР                     |      | самолёт-ретранслятор                        | 27 апреля 2008  | 5                      |                          |                                                          |
| Ту-230                       |      | гиперзвуковой стратегический бомбардировщик | не было         | 0                      |                          | проект закрыт в 1985                                     |
| Ту-243 Рейс-Д                |      | разведывательный БПЛА                       | 1970            | н/д                    |                          |                                                          |
| Ту-300                       |      | ударный БПЛА                                | 1991            | н/д                    |                          |                                                          |
| Ту-2000                      |      | воздушно-космический бомбардировщик         | не было         | 0                      |                          | проект закрыт                                            |
| Ворон                        |      | сверхзвуковой разведывательный БПЛА         | не было         | 0                      |                          | проект закрыт, аналог D-21                               |
| ПАК ДА                       |      | стратегический бомбардировщик               | не было         | 0                      |                          | в разработке                                             |
| Гражданские самолёты         |      |                                             |                 |                        |                          |                                                          |
| АНТ-1                        |      | опытный спортивный самолёт                  | 21 октября 1923 | 1                      |                          |                                                          |
| АНТ-2                        |      | экспериментальный самолёт                   | 26 мая 1924     | 2                      |                          | первый русский цельнометаллический самолёт               |
| АНТ-9 / ПС-9 Крылья Советов  |      | пассажирский самолёт                        | июль 1929       | ~100                   |                          |                                                          |
| АНТ-14 Правда                |      | пассажирский самолёт                        | 14 августа 1931 | 1                      |                          |                                                          |
| АНТ-20 Максим Горький        |      | пассажирский самолёт                        | 17 июня 1934    | 2                      |                          |                                                          |
| АНТ-25 (РД)                  |      | рекордный самолёт                           | 22 июня 1933    | 2                      | 1933 — 1934              | первый в мире самолёт, совершивший трансполярный перелёт |
| АНТ-35 (ПС-35)               |      | пассажирский самолёт                        | 20 августа 1936 | 11                     | 1937 — 1939              |                                                          |
| АНТ-43                       |      | пассажирский самолёт                        | не было         | 0                      |                          | лётный образец не достроен                               |
| Ту-70                        |      | пассажирский самолёт                        | 27 ноября 1946  | 1                      |                          | проект закрыт                                            |
| Ту-104                       |      | пассажирский самолёт                        | 17 июня 1955    | 205                    |                          |                                                          |
| Ту-104АК                     |      | летающая лаборатория                        | 1961            | 3                      |                          |                                                          |
| Ту-110                       |      | пассажирский самолёт                        | 11 марта 1957   | 3                      |                          |                                                          |
| Ту-114                       |      | пассажирский самолёт                        | 15 ноября 1957  | 33                     | 1959 — 1964              |                                                          |
| Ту-116                       |      | пассажирский самолёт                        | 23 апреля 1957  | 2                      | 1957                     |                                                          |
| Ту-124                       |      | пассажирский самолёт                        | 29 марта 1960   | 166                    |                          |                                                          |
| Ту-134                       |      | пассажирский самолёт                        | 29 июня 1963    | 854                    | 1966 — 1989              |                                                          |
| Ту-136                       |      | пассажирский самолёт                        | не было         | 0                      |                          | проект закрыт                                            |
| Ту-144                       |      | сверхзвуковой пассажирский самолёт          | 31 декабря 1968 | 16                     |                          |                                                          |
| Ту-154                       |      | пассажирский самолёт                        | 3 октября 1968  | 1026                   | 1968 — 2013              |                                                          |
| Ту-155                       |      | летающая лаборатория                        | 15 апреля 1988  | 1                      |                          |                                                          |
| Ту-184                       |      | пассажирский самолёт                        | не было         | 0                      |                          | проект закрыт во второй половине 70-х                    |
| Ту-204 / 214                 |      | пассажирский самолёт                        | 2 января 1989   | 89                     | 1989 — н.в.              |                                                          |
| Ту-244                       |      | сверхзвуковой пассажирский самолёт          | не было         | 0                      |                          | проект закрыт                                            |
| Ту-324 / 414                 |      | пассажирский самолёт                        | не было         | 0                      |                          | проект закрыт                                            |
| Ту-330                       |      | транспортный самолёт                        | не было         | 0                      |                          | проект закрыт                                            |
| Ту-334                       |      | пассажирский самолёт                        | 8 февраля 1999  | 2                      | 1996 — 2000              | проект закрыт                                            |
| Ту-344                       |      | сверхзвуковой бизнес-джет                   | не было         | 0                      |                          | проект закрыт                                            |
| Ту-404                       |      | пассажирский самолёт                        | не было         | 0                      |                          | проект закрыт                                            |
| Ту-444                       |      | сверхзвуковой бизнес-джет                   | не было         | 0                      |                          | проект закрыт                                            |
| Фрегат Экоджет               |      | пассажирский самолёт                        | не было         | 0                      |                          |                                                          |

## У

### Уральский завод гражданской авиации (УЗГА)
| Наименование   | Фото | Тип                       | Первый полёт   | Количество экземпляров | Годы производства | Прим.        |
| -------------- | ---- | ------------------------- | -------------- | ---------------------- | ----------------- | ------------ |
| ЛМС-901 Байкал |      | самолёт общего назначения | 30 января 2022 | 1                      |                   |              |
| ТВРС-44 Ладога |      | самолёт общего назначения | не было        | 0                      |                   | в разработке |

### Утва
| Наименование    | Фото | Тип                          | Первый полёт   | Количество экземпляров | Годы производства | Прим. |
| --------------- | ---- | ---------------------------- | -------------- | ---------------------- | ----------------- | ----- |
| Утва 56/60      |      | самолёт общего назначения    | 22 апреля 1959 | 37                     |                   |       |
| Утва 65         |      | сельскохозяйственный самолёт | 1965           | 69                     |                   |       |
| Утва 75         |      | самолёт общего назначения    | 19 мая 1976    | 136                    | 1978 — 1985       |       |
| Утва 213        |      | учебный самолёт              | 1949           | 256                    | 1951 — 1955       |       |
| Утва 251 Тройка |      | учебный самолёт              | 1946           | 80                     | 1948 — 1952       |       |
| Ласта           |      | учебно-боевой самолёт        | 5 февраля 2009 | 37                     |                   |       |

## Ф

### Физир
| Наименование | Фото | Тип                         | Первый полёт | Количество экземпляров | Годы производства | Прим. |
| ------------ | ---- | --------------------------- | ------------ | ---------------------- | ----------------- | ----- |
| ЛАФ          |      | легкий спортивный самолет   | 1930         | 1                      | 1931 — 1937       |       |
| Ф1В          |      | учебный самолёт             | ноябрь 1925  | 58                     | 1928 — 1932       |       |
| ФА-1 / АФ-2  |      | гидросамолет                | 1930         | 1                      | 1931 — 1935       |       |
| ФН           |      | учебный самолёт             | 1929         | 206                    | 1931 — 1943       |       |
| ФП-2         |      | учебный самолёт             | 1933         | 81                     | 1936              |       |
| ФТ-1         |      | пассажирский лёгкий самолёт | 1935         | 1                      | 1936 — 1939       |       |

### Фёдоров
| Наименование | Фото | Тип                       | Первый полёт | Количество экземпляров | Годы производства | Прим.         |
| ------------ | ---- | ------------------------- | ------------ | ---------------------- | ----------------- | ------------- |
| Пятиплан     |      | экспериментальный самолёт | не было      | 1                      | 1897 — 1903       | проект закрыт |

### ФлоровБоровков
| Наименование | Фото | Тип                              | Первый полёт   | Количество экземпляров | Годы производства | Прим.                |
| ------------ | ---- | -------------------------------- | -------------- | ---------------------- | ----------------- | -------------------- |
| Д            |      | истребитель                      | не было        | 0                      | 1936 — 1938       | проект закрыт в 1941 |
| И-207        |      | истребитель                      | 6 мая 1937     | 4                      |                   | проект закрыт        |
| УТИ-1        |      | учебно-тренировочный истребитель | 5 августа 1934 | 20                     |                   |                      |

## Х

### ХАЗ
| Наименование | Фото | Тип                       | Первый полёт | Количество экземпляров | Годы производства | Прим. |
| ------------ | ---- | ------------------------- | ------------ | ---------------------- | ----------------- | ----- |
| ХАЗ-30       |      | самолёт общего назначения | 22 мая 2012  | 10                     | 2012 — н.в.       |       |

### Хруничев Авиатехника
| Наименование | Фото | Тип                       | Первый полёт | Количество экземпляров | Годы производства | Прим. |
| ------------ | ---- | ------------------------- | ------------ | ---------------------- | ----------------- | ----- |
| Т-411 Аист   |      | самолёт общего назначения | 1997         | н/д                    |                   |       |

## Ц

### ЦАГИ
См. также вертолёты ЦАГИ.
| Наименование | Фото | Тип                  | Первый полёт | Количество экземпляров | Годы производства | Прим.        |
| ------------ | ---- | -------------------- | ------------ | ---------------------- | ----------------- | ------------ |
| КОМТА        |      | бомбардировщик       | 1923         | 1                      |                   |              |
| ТТС-ИС       |      | транспортный самолет | не было      | 0                      |                   | в разработке |

## Ч

### ЧАРЗ
| Наименование | Фото | Тип                   | Первый полёт | Количество экземпляров | Годы производства | Прим. |
| ------------ | ---- | --------------------- | ------------ | ---------------------- | ----------------- | ----- |
| Стрепет      |      | разведывательный БПЛА | 2006         | 5                      |                   |       |

### Черановский
| Наименование | Фото | Тип                           | Первый полёт    | Количество экземпляров | Годы производства | Прим.         |
| ------------ | ---- | ----------------------------- | --------------- | ---------------------- | ----------------- | ------------- |
| БИЧ-3        |      | экспериментальный самолёт     | 1926            | 1                      |                   |               |
| БИЧ-7        |      | экспериментальный самолёт     | 1932            | 1                      |                   |               |
| БИЧ-11       |      | экспериментальный самолёт     | 1932            | 1                      |                   |               |
| БИЧ-14       |      | экспериментальный самолёт     | 1934            | 1                      |                   |               |
| БИЧ-17       |      | экспериментальный истребитель | не было         | 0                      |                   | проект закрыт |
| БИЧ-18       |      | орнитоптер-мускулолёт         | 10 августа 1937 | 1                      |                   |               |
| БИЧ-20       |      | авиетка                       | 1938            | 1                      |                   |               |
| БИЧ-21       |      | гоночный самолёт              | 1940            | 1                      |                   |               |
| БИЧ-26       |      | сверхзвуковой истребитель     | не было         | 0                      |                   | проект закрыт |

### Чернов
| Наименование | Фото | Тип                            | Первый полёт | Количество экземпляров | Годы производства | Прим. |
| ------------ | ---- | ------------------------------ | ------------ | ---------------------- | ----------------- | ----- |
| Че-22 Корвет |      | гидросамолёт общего назначения | 1986         | ~90                    | 1993 — н.в.       |       |
| Че-23        |      | гидросамолёт общего назначения | 2003         | н/д                    |                   |       |
| Че-25        |      | гидросамолёт общего назначения | 1996         | н/д                    |                   |       |
| Че-27        |      | гидросамолёт общего назначения | н/д          | н/д                    |                   |       |

### Четвериков
| Наименование    | Фото | Тип                                        | Первый полёт | Количество экземпляров | Годы производства | Прим. |
| --------------- | ---- | ------------------------------------------ | ------------ | ---------------------- | ----------------- | ----- |
| СПЛ-1 / ГИДРО-1 |      | гидросамолёт разведчик для подводных лодок | лето 1935    | 2                      |                   |       |
| Че-2 (МДР-6)    |      | гидросамолёт, морской дальний разведчик    | лето 1937    | 44                     | 1940 — 1942       |       |

### Чижевский
| Наименование | Фото | Тип                                  | Первый полёт | Количество экземпляров | Годы производства | Прим.                              |
| ------------ | ---- | ------------------------------------ | ------------ | ---------------------- | ----------------- | ---------------------------------- |
| БОК-1        |      | высотный разведчик                   | 1936         | 1                      |                   | прототип для БОК-7, БОК-8 и БОК-11 |
| БОК-5        |      | бесхвостый исследовательский самолет | 1937         | 1                      |                   |                                    |
| БОК-15       |      | рекордный самолёт                    | 1939         | 1 или 2                | 1938 — 1940       |                                    |

## Ш

### Шавров
| Наименование | Фото | Тип                             | Первый полёт   | Количество экземпляров | Годы производства                                        | Прим.                            |
| ------------ | ---- | ------------------------------- | -------------- | ---------------------- | -------------------------------------------------------- | -------------------------------- |
| Ш-1          |      | гидросамолёт общего назначения  | 21 июня 1929   | 1                      |                                                          | первый советский самолёт-амфибия |
| Ш-2          |      | гидросамолёт общего назначения  | 11 ноября 1930 | 700-1200               | 1930 — 1934, 1939, 1942 — 1945, 1946 — 1947, 1951 — 1952 |                                  |
| Ш-3          |      | пассажирский гидросамолёт       | не было        | 0                      |                                                          | проект закрыт                    |
| Ш-5          |      | гидросамолёт для аэрофотосъёмки | 1934           | 1                      |                                                          | проект закрыт                    |
| Ш-7          |      | гидросамолёт общего назначения  | 16 июня 1940   | 1                      | 1940                                                     | проект закрыт из-за начала войны |

### Шварёв
| Наименование | Фото | Тип                  | Первый полёт | Количество экземпляров | Годы производства | Прим.                                 |
| ------------ | ---- | -------------------- | ------------ | ---------------------- | ----------------- | ------------------------------------- |
| Синяя птица  |      | пассажирский самолёт | 1923         | 1                      |                   | первый советский пассажирский самолёт |

### Шевченко
| Наименование | Фото | Тип         | Первый полёт | Количество экземпляров | Годы производства | Прим.                  |
| ------------ | ---- | ----------- | ------------ | ---------------------- | ----------------- | ---------------------- |
| ИС           |      | истребитель | 21 июня 1940 | 2                      |                   | истребитель-монобиплан |

## Щ

### Щербаков
| Наименование | Фото | Тип                         | Первый полёт | Количество экземпляров | Годы производства | Прим. |
| ------------ | ---- | --------------------------- | ------------ | ---------------------- | ----------------- | ----- |
| Ще-2         |      | военно-транспортный самолёт | февраль 1942 | 567                    | 1943 — 1946       |       |

## Э

### Элитар
Самара ВВВ-Авиа
| Наименование | Фото | Тип                       | Первый полёт | Количество экземпляров | Годы производства | Прим. |
| ------------ | ---- | ------------------------- | ------------ | ---------------------- | ----------------- | ----- |
| Элитар-202   |      | самолёт общего назначения | 2002         | н/д                    |                   |       |
| Элитар-Сигма |      | самолёт общего назначения | 2002         |                        |                   |       |

### ЭНИКС
| Наименование | Фото | Тип                        | Первый полёт | Количество экземпляров | Годы производства | Прим. |
| ------------ | ---- | -------------------------- | ------------ | ---------------------- | ----------------- | ----- |
| E08M Берта   |      | беспилотный самолёт-мишень |              | н/д                    |                   |       |
| Е25          |      | беспилотный самолёт-мишень |              | более 50               | 2008 — н.в.       |       |
| Е95          |      | беспилотный самолёт-мишень |              | н/д                    |                   |       |
| Астра        |      | беспилотный самолёт-мишень |              | н/д                    |                   |       |
| Элерон       |      | разведывательный БПЛА      | 2003         | н/д                    | 2003 — 2012       |       |
| Элерон-3     |      | разведывательный БПЛА      | 2005         | более 200              | 2012 — н.в.       |       |
| Элерон-7     |      | разведывательный БПЛА      |              | н/д                    | 2018 — н.в.       |       |
| Элерон-10    |      | разведывательный БПЛА      | 2007         | н/д                    |                   |       |

## Я

### Яковлев
| Наименование            | Фото | Тип                                | Первый полёт             | Количество экземпляров | Годы производства         | Прим.                                            |
| ----------------------- | ---- | ---------------------------------- | ------------------------ | ---------------------- | ------------------------- | ------------------------------------------------ |
| АИР-1                   |      | самолёт общего назначения          | 12 мая 1927              | 6                      |                           |                                                  |
| АИР-2 Пионер            |      | самолёт общего назначения          | 18 мая 1931              | 1                      |                           |                                                  |
| АИР-3 Пионерская правда |      | самолёт общего назначения          | 17 августа 1929          | 1                      |                           |                                                  |
| АИР-4                   |      | самолёт общего назначения          | сентябрь 1930            | 5                      |                           |                                                  |
| АИР-5                   |      | самолёт общего назначения          | 1931                     | 1                      |                           |                                                  |
| АИР-6 (1930)            |      | пассажирский самолёт               | не было                  | 0                      |                           | проект не реализован                             |
| АИР-6 (Я-6)             |      | самолёт общего назначения          | май 1932                 | 128                    | 1934 — 1936               |                                                  |
| АИР-7                   |      | самолёт общего назначения          | 19 ноября 1932           | 1                      |                           |                                                  |
| АИР-8                   |      | самолёт общего назначения          | 1933                     | 1                      |                           |                                                  |
| АИР-9                   |      | самолёт общего назначения          | 2 октября 1934           | 1                      |                           |                                                  |
| АИР-10                  |      | учебный самолёт                    | 11 июля 1935             | 1                      |                           |                                                  |
| АИР-11                  |      | самолёт общего назначения          | 1936                     | 1                      |                           |                                                  |
| АИР-12                  |      | гоночный самолёт                   | август 1936              | 1                      |                           |                                                  |
| АИР-13                  |      | гоночный самолёт                   | не было                  | 0                      |                           | проект не реализован                             |
| АИР-14 (УТ-1)           |      | учебно-тренировочный самолёт       | 31 мая 1936              | 1256                   |                           |                                                  |
| АИР-15 (УТ-15)          |      | гоночный самолёт                   | начало 1938              | 1                      |                           |                                                  |
| АИР-16                  |      | самолёт общего назначения          | не было                  | 1                      |                           | полёта не было из-за отсутствия двигателя        |
| АИР-17 (УТ-3)           |      | учебно-тренировочный самолёт       | 1938                     | ~21                    |                           |                                                  |
| АИР-18                  |      | учебно-тренировочный самолёт       | конец 1937               | 3                      |                           |                                                  |
| АИР-19 (Я-19)           |      | пассажирский самолёт               | 18 октября 1939          | 1                      |                           |                                                  |
| Невидимый самолёт (ПС)  |      | экспериментальный самолёт          | июль 1935                | 1                      |                           |                                                  |
| И-30                    |      | истребитель                        | 12 апреля 1941           | 2                      | 1940 — 1941               |                                                  |
| УТ-2                    |      | учебно-тренировочный самолёт       | 11 июля 1935             | 7243                   | 1938 — 1948               |                                                  |
| УТ-2МВ                  |      | бомбардировщик                     | 1942                     | 1                      |                           |                                                  |
| Як-1 (И-26)             |      | истребитель                        | 13 января 1940           | ~8734                  | 1940 — 1944               |                                                  |
| Як-2 (ББ-22)            |      | бомбардировщик                     | январь 1939              | 111                    | 1940                      |                                                  |
| Як-3                    |      | истребитель                        | 28 февраля 1943          | 4848                   | март 1944—1946            |                                                  |
| Як-4                    |      | бомбардировщик                     | март 1940                | 90                     | 1940 — 1941               |                                                  |
| Як-6                    |      | транспортный самолёт               | 1942                     | 381                    |                           |                                                  |
| Як-7                    |      | истребитель                        | декабря 1941             | 6399                   | сентябрь 1941 — июль 1944 |                                                  |
| Як-7УТИ (УТИ-26)        |      | учебно-тренировочный истребитель   | 23 июля 1940             | 186                    | апрель — сентябрь 1941    |                                                  |
| Як-8                    |      | пассажирский самолёт               | 1944                     | 6                      | 1946                      |                                                  |
| Як-9                    |      | истребитель                        | 1 октября 1942           | 16769                  | 1942 — 1948               |                                                  |
| Як-11                   |      | учебно-тренировочный истребитель   | 10 ноября 1945           | 4566                   |                           |                                                  |
| Як-12                   |      | самолёт общего назначения          | 20 октября 1947          | 4992                   | 1946 — 1968               |                                                  |
| Як-15                   |      | истребитель                        | 24 апреля 1946           | 280                    | 1946 — 1947               |                                                  |
| Як-17                   |      | истребитель                        | май 1947                 | 430                    | 1947 — 1949               |                                                  |
| Як-18                   |      | учебно-тренировочный самолёт       | 1946                     | 8000                   |                           |                                                  |
| Як-18Т                  |      | учебно-тренировочный самолёт       | 1967                     | более 750              | 1967 — н.в.               |                                                  |
| Як-19                   |      | истребитель                        | 8 января 1947            | 2                      |                           | первый истребитель ОКБ Яковлева фюзеляжной схемы |
| Як-23                   |      | истребитель                        | 8 июля 1947              | 313                    | 1949 — 1950               |                                                  |
| Як-25 (1947)            |      | истребитель                        | 2 ноября 1947            | 2                      |                           |                                                  |
| Як-25                   |      | истребитель                        | 19 июня 1952             | 638                    |                           |                                                  |
| Як-26                   |      | бомбардировщик                     | 1956                     | 10                     | 1955 — 1956               |                                                  |
| Як-27                   |      | истребитель                        | 1956                     | 180                    | 1957 — 1962               |                                                  |
| Як-28                   |      | бомбардировщик                     | 5 марта 1958             | 1180                   | 1963 — 1971               |                                                  |
| Як-30 (1948)            |      | истребитель                        | 4 сентября 1948          | 2                      |                           |                                                  |
| Як-30 (1960)            |      | учебно-тренировочный самолёт       | 1960                     | 4                      |                           |                                                  |
| Як-32                   |      | учебно-тренировочный самолёт       | 1961                     | 3                      |                           |                                                  |
| Як-35                   |      | сверхзвуковой бомбардировщик       | не было                  | 0                      |                           | проект закрыт                                    |
| Як-36                   |      | палубный штурмовик СВВП            | 27 июля 1964             | 4                      |                           |                                                  |
| Як-38                   |      | палубный штурмовик СВВП            | 22 сентября 1970         | 231                    |                           |                                                  |
| Як-38М                  |      | палубный штурмовик СВВП            | 18 января 1983           | 52                     | 1984 — 1988               |                                                  |
| Як-38У                  |      | палубный учебно-тренировочный СВВП | 17 августа 1973          | 34                     | 1974 — 1985               |                                                  |
| Як-39                   |      | палубный истребитель СВВП          | не было                  | 0                      |                           | проект закрыт в 1985                             |
| Як-40                   |      | пассажирский самолёт               | 21 октября 1966          | 1012                   | 1966 — 1981               |                                                  |
| Як-42                   |      | пассажирский самолёт               | 7 марта 1975             | 187                    | 1977 — 2003               |                                                  |
| Як-43                   |      | истребитель УВП                    | не было                  | 0                      |                           | проект закрыт в начале 1990-х                    |
| Як-44                   |      | палубный самолёт ДРЛО              | не было                  | 0                      |                           | проект закрыт, собран макет                      |
| Як-46                   |      | пассажирский самолёт               | не было                  | 0                      |                           | проект закрыт в 1982                             |
| Як-48                   |      | административный самолёт           | не было                  | 0                      |                           | проект закрыт                                    |
| Як-50 (1949)            |      | истребитель                        | июль 1949                | 2                      | 1949 — 1950               |                                                  |
| Як-50                   |      | учебно-тренировочный самолёт       | 1972                     | 312                    |                           |                                                  |
| Як-52                   |      | учебно-тренировочный самолёт       | 1979                     | ~1800                  | 1977 — 1998               |                                                  |
| Як-54                   |      | учебно-тренировочный самолёт       | 23 декабря 1993          | 8                      |                           |                                                  |
| Як-55                   |      | пилотажный самолёт                 | 28 мая 1981              | 214                    |                           |                                                  |
| Як-58                   |      | самолёт общего назначения          | 26 декабря 1993          | 2                      |                           |                                                  |
| Як-112                  |      | самолёт общего назначения          | 20 октября 1992          | 6                      |                           |                                                  |
| Як-130                  |      | учебно-боевой самолёт              | 25 апреля 1996           | более 160              | 2009 — н.в.               |                                                  |
| Як-141                  |      | палубный истребитель СВВП          | 9 марта 1987             | 4                      |                           | проект закрыт в 1992                             |
| Як-142                  |      | пассажирский самолёт               | 1993                     | 1                      |                           |                                                  |
| Як-152                  |      | учебно-тренировочный самолёт       | 29 сентября 2016         | 3                      |                           |                                                  |
| Як-201                  |      | палубный истребитель СВВП          | не было                  | 0                      |                           | проект закрыт в стадии эскиза                    |
| Як-242 (МС-21)          |      | пассажирский самолёт               | 28 мая 2017              | 9                      |                           |                                                  |
| Як-1000                 |      | экспериментальный истребитель      | не было, только пробежки | 1                      |                           | самолёт с коротким ромбовидным крылом            |
| СТР-40ДТ                |      | экспериментальный самолёт          | 4 декабря 2018           | 1                      |                           |                                                  |
| Пчела-1Т                |      | разведывательный БПЛА              | 26 апреля 1986           | н/д                    |                           |                                                  |
| Шмель-1                 |      | разведывательный БПЛА              | 1983                     | н/д                    |                           |                                                  |